# フォッケウルフ Fw190
Fw190 ヴュルガー
Fw 190 F-8 (1944年撮影)
- 用途：戦闘機、戦闘爆撃機、急降下爆撃機、対地攻撃機 (攻撃機)
- 分類：戦闘機
- 設計者：クルト・ヴァルデマー・タンク
- 製造者：

  - フォッケ・ウルフ・フルークツォイクバウ社（開発）
  - AGOフルークツォイクヴェルケ社
  - アラド・フルークツォイクヴェルケ社
  - フィーゼラー・フルークツォイクバウ社
  - ミメタル社
  - 北ドイツ・ドルニエ・ヴェルケ社ほか
- 運用者

  -  ドイツ空軍
  -  ハンガリー空軍
  -  トルコ空軍　ほか
- 初飛行：1939年6月1日
- 生産数：20,000機以上
- 運用開始：1941年8月
- 退役

  - 1945年5月9日（ドイツ空軍）
  - 1949年（トルコ空軍）
- 運用状況：退役

Fw190 ヴュルガー（独：Focke-Wulf Fw190 Würger ）は、ドイツのフォッケウルフ社が開発し、第二次世界大戦時にドイツ空軍などで運用された戦闘機。
愛称の「ヴュルガー（Würger）」はモズの意。設計責任者はクルト・タンクで、メッサーシュミット社が開発したBf109戦闘機とともに第二次世界大戦におけるドイツ航空戦力の主力を担った。

## 概要
本機は「液冷王国」であった当時のドイツ空軍にあって、初期型が唯一強力な空冷エンジンを搭載した主力戦闘機として優れた飛行性能を見せたほか、機体が頑丈で発展性に余裕があり、戦闘爆撃機型や対爆撃機型、高速偵察機型など様々な派生型が生産され、また機体の整備・運用の手間に要するコストも比較的少なく、第一次世界大戦への従軍経験のあるタンクの設計コンセプトが具現化し、よく過酷な戦場に耐えて大戦を戦い抜いた。1944年には不足していた高高度性能を改善するため、エンジンを液冷エンジンのJumo213Aに換装したFw190D-9型が登場した。
大戦末期に開発されたさらなる改良型は、設計者であるタンクの名称を取ってTa152と命名された。
シリーズの総生産数は20,000機以上。うち、戦闘爆撃機型は6,600機強。

## 開発と運用の経緯
ナチス・ドイツ政権の大軍拡政策によって、ドイツ空軍は戦闘機の近代化を強力に推し進めた。ところが、主力戦闘機Bf109は高性能ではあったものの、狭いコックピットが新任搭乗員にとって操縦を難しくさせ、また主脚が外側へ引き込む方式のため、脚間のスパンが短く構造も脆弱で着陸事故が多かった。また搭載エンジンであるDB 601は生産性に難があり供給数量に限界があった。
その事故率の高さと生産性の問題に不安を感じたドイツ空軍上層部は、1938年、フォッケウルフ社に対し、補助戦闘機の開発を依頼した。次に想定される戦争は必ずしも長期戦が想定されていたわけでもなく、当時のドイツが補助戦闘機にまでリソースを回せる国力があるとも限らなかったことから、実際に採用されるかはよくわからない状況であったとも言われるが、フォッケウルフ社ではこれを受けて、クルト・タンク技師およびブラーザー主任技師を中心としたわずか12名のチームで開発を進め、1939年6月1日に初飛行に成功した。
タンク技師は、第一次世界大戦では歩兵および騎兵として従軍していた。大学では第一志望の航空力学の講義が禁止されたため電気工学を専攻、在学中はグライダー研究会でグライダーの設計、製作、飛行までを行い、その後飛行機の操縦ライセンスを取得した。大学卒業後は教授の推薦により入社した飛行艇専門メーカーであるロールバッハ金属飛行機において、エンジニア兼テストパイロットを務めるという異色の経歴を持っていた。
タンク技師はFw190開発にあたり軍務とパイロットの経験から、Bf109のような「速いだけが取り柄のひ弱なサラブレッド」ではなく、過酷な戦場での使用に耐える「騎兵の馬（ディーンストプフェルト"Dienstpferd"）」をコンセプトとして開発を進めた。完成したFw190は強力な武装に良好な空戦性能を持ち、操縦しやすく、最前線でも容易に修理が可能、さらに大量生産しやすい構造という、実用的な兵器となった。
当時、戦闘機に使用するエンジンとして液冷エンジンが有利とされていた。液冷エンジンは前面投影面積が小さく、空気抵抗が少なくなるからである。しかしFw190は当時使用可能だった唯一の1,500馬力級空冷星形エンジンBMW139（離昇出力1,550馬力）を使って開発された。これは液冷のDB601系エンジン（離昇出力1,075馬力）がBf109その他の機体に採用され、工場側の生産と供給の能力が手一杯であることから、別のエンジンを使用するよう空軍当局が指示したともされ、また同時にJumo211系も主に爆撃機に供給されていたため選択の余地がなかった、または不本意な選択だったともされる。
しかし別の説ではエンジンの指定その他の要求はほとんど無かったともされ、タンク自身は後に、その馬力の大きさと被弾への強さから敢えて空冷エンジンを選んだとしている。BMW139は将来は、更に出力を上げられることがわかっていた。これによりFw190は液冷王国ドイツにおける唯一の空冷エンジン単座戦闘機となったのであるが、エンジンの出力が高いほか、カウリングの直径をぎりぎりまで絞った上にオイルクーラーやオイルタンクをエンジンの前面に搭載して投影面積を減少させるだけでなく、単排気管の推力で速度を稼ぐと言う、タンクの先進的な設計もあり、試作段階より既にBf109Eを凌駕する速度を発揮していた。量産型ではのちにBMW社が開発に成功した、より高出力のBMW801シリーズへと換装した。なお開発時および実戦配備初期には空冷エンジンの冷却不良・過熱や、エンジンの自動制御装置の不良などが問題視されていた。
本機は、Bf109がヨーロッパ最強を誇っていた第二次世界大戦の緒戦ではあまり注目を浴びなかったが、スピットファイアMk. V等、連合国の新型戦闘機に対抗する高性能機として1941年7月から実戦配備が始まった。最初の配備型Fw190Aは英国のスピットファイアMk. Vを実戦で圧倒し、強力な新型戦闘機の登場という混乱を連合国に与えた。本機の活躍によりドーバー海峡上の制空権はドイツ空軍の手中に収められ、この状況は半年後のイギリス空軍のスピットファイアMk. IXの出現まで継続した。Fw190Aは搭載するBMW801エンジンの特性上、高度おおよそ6,000m - 7000m以上で急激に出力が落ちるため高高度性能が不足していたが(後述)、しかし大戦前半ではそれは問題とならず中低高度で高性能を遺憾なく発揮し、その後も改良が続けられ、Bf109と共にドイツ空軍を支えた。
Fw190は低高度での高性能に加えて、広く安定した車輪間隔や余裕ある設計、頑丈な機体という特長があったため、これを活かし戦闘爆撃機仕様や偵察仕様など様々な改修キットが作られた。これは工場での改修型のU仕様、戦地改修キットのR仕様があり、「Fw190A-3/U2」などと表記された。後には戦闘機としてのA型のほかに戦闘爆撃機型のF型、長距離戦闘爆撃機型のG型など多様な種類が作られた。青木 (1995) では、爆撃任務を行うF、G型にはBf109の護衛がつく事があったが、爆弾を積まない状態ではFw190Fの方が低空性能に優れていたため、護衛を行うBf109のパイロットらは馬鹿らしい任務であると考えていたとの逸話が紹介されている。また、Fw190FがFw190Fの護衛を行なったような例もある。実際に東部戦線では地上攻撃航空団が撃墜戦果を挙げることは希ではなく、クリミア方面では第2地上攻撃航空団第II飛行隊が半年で247機撃墜もの戦果をあげている。
その一方で、Fw190は、高々度より進入する連合軍の重爆撃機や、その護衛戦闘機との戦いに必要な高々度性能が不足しており、またBMW801エンジンでは高々度性能の向上が難しかったため、これを液冷エンジンJumo 213に換装した改良型、Fw190D-9型が設計配備された(詳しくは後述)。だがD-9型が配備され始めた1944年晩夏の頃にはすでにドイツ軍全体が燃料欠乏に悩まされていた
。加えてベテランの喪失によるパイロット全体の質の低下、さらに数的劣勢が加わり、ドイツ空軍にはD-9型を有効に駆使し、その高い機体性能に見合った戦果を得るだけの能力は残っていなかった。D-9型は約700機が生産された。もうひとつはタンク技師の本命であり最終開発タイプとなったTa 152（機体に個人のイニシャルを冠する栄誉を得た）であったが、こちらは60機強の生産に過ぎず本格的な配備には到らなかった。Fw190シリーズは、最終的には20,000機あまり（修理再生も含む）が生産された。坂本 （2002） によれば、そのうち戦闘機型は13,369機、戦闘爆撃機型は6,634機（合計20,003機）とされている。
枢軸国各国及び一部の中立国や連合国でも多く使用されたBf109と違い、Fw190は主としてドイツ空軍で運用された。また、日本は参考のためにA-5型をドイツより有償供与され、1943年に海軍の潜水艦で輸送された。この機は陸軍航空総監部で、技術的な分析ののち飛行テストがなされた。その結果はメーカーの技術者も参照でき、五式戦闘機のエンジン排気の空力処理などの参考にされた。その他の飛行テストなどについては#エピソードで詳述する。
第二次大戦後、Fw190の性能を調査した連合軍側は、「第二次世界大戦におけるドイツ最良の戦闘機」という評価を与えている。

## メカニズム
フォッケウルフ Fw190の特徴を以下に述べる。

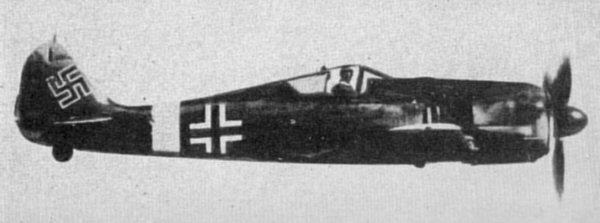
Fw190 A

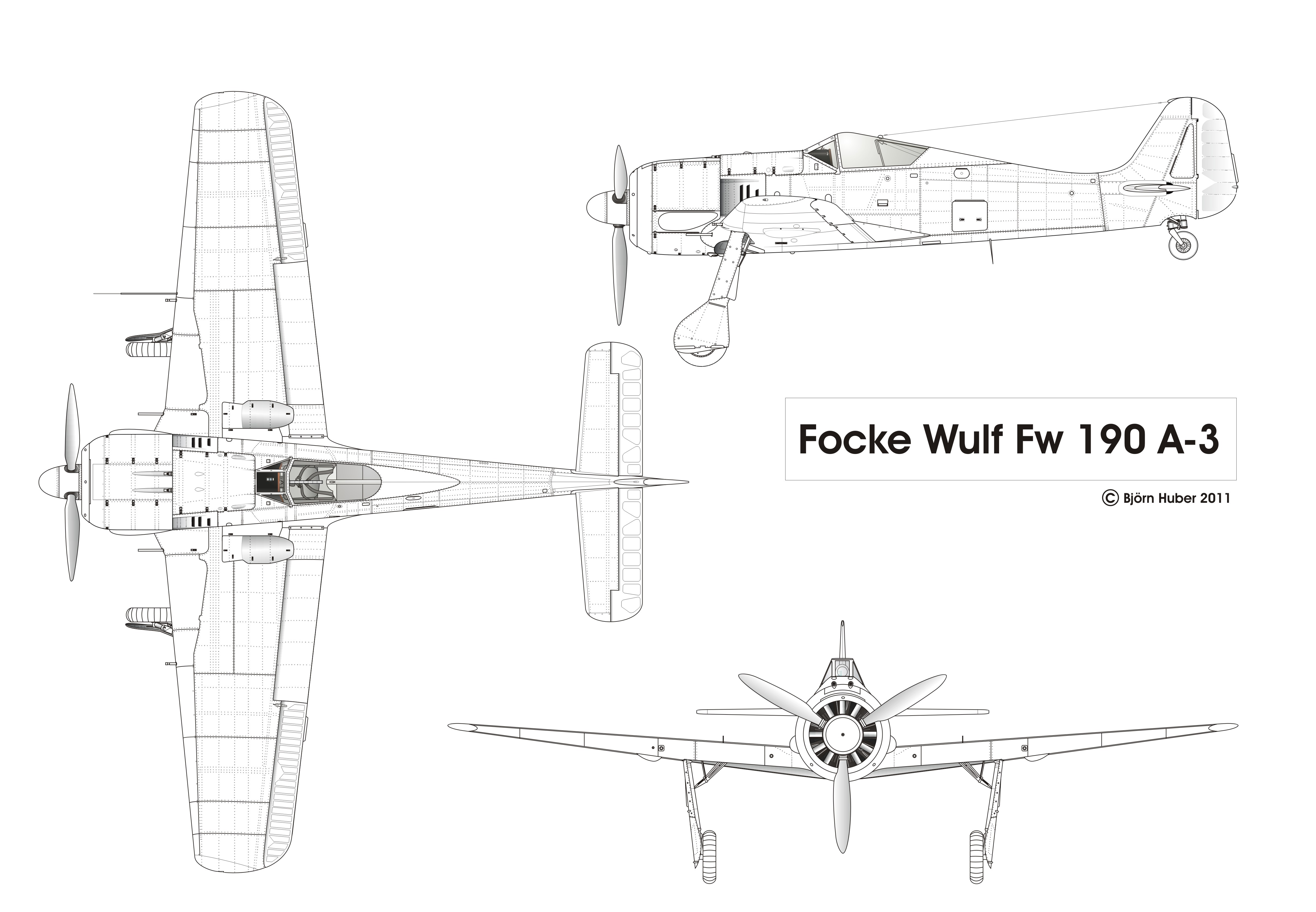
Fw190 A-3

飛行特性
開発初期のFw190にはBMW139（1,550馬力）が用いられていた。さらにこのエンジンは改修され、当時ドイツで最大の出力を誇ったBMW801エンジンに発展した。これは二重星型14気筒の空冷エンジンであり、これは定速3.3mプロペラが装備された。A-2型まで搭載されていたBMW801Cは離昇出力1,600馬力、A-3型以降のBMW801D-2は1,700馬力へと出力が増強された。これらは、Bf109EのDB601A（離昇出力1,100馬力）やBf109FのDB601E（1,350馬力）と比較して明らかに強力である。
空冷星形エンジンは液冷エンジンに比べ前面投影面積が大きい点で不利である。そこでエンジンカウル内に空気抵抗の大きい突起物を全て納めるなどの設計で、十分な空気抵抗上の性能を確保した。Fw190は、Bf109と比べ翼面荷重が大きく、水平面での旋回半径こそ比較的大きいものの、動作は軽快で扱いやすくより運動性に優れた。特に補助翼の効きに優れており、射撃時の安定性も良かったため、操縦がしやすい機体であった。その性能の高さゆえ連合軍の一線級戦闘機とも互角以上に渡り合うことができ、初期には英国機を圧倒し、その性能の高さに英空軍を驚愕させた。運動性にも優れる本機であったが、上昇力を生かした降下&ズーム上昇での一撃離脱戦法にも適性を示した。
ただしBMW801は、高度6,000-7,000mを超えると出力が急激に低下した。このため1942年以降、特に高空において2段2速過給器やターボチャージャーを装備した連合軍の新型戦闘機に苦戦することとなり、液冷エンジンに換装するなどして性能の改善がはかられた（後述）。
またFw190には、脚やフラップを降ろさない状態で、速度が175km/h程度に低下した時、振動などの前触れ無く突如失速状態に陥り、左翼が下がり自転から錐揉みに至る弱点があり、格闘戦が不向きな要因の一つであった。これは急激なロールの切り返しで、より高速度でも意図的に発生させることもでき、敵機に追尾されている状態からの離脱に用いることができたとされる。ウィール（2001）によればこれはA-3型での報告であるが、後の型で改良されているのかについては定かではない。
操縦への配慮
Fw190ではダイレクトな操縦感覚を求めて補助翼の操作にはワイヤーではなく伸び縮みしないロッドを用い、速度差による違和感については、リンク機構を工夫することで解消していた（高速時に舵面にかかる風圧が大きくなると、それに応じてリンク機構の支点位置も移動するので、操縦桿と舵面の動きが非直線となり、違和感が解消できる）。
操縦に要する力もできるだけ少なく抑え、コックピットの設計にも気を配るなど、パイロットが疲労しないように配慮がなされた。また、燃料タンクや機関砲など、使用することによって重量が変化するものは機の重心付近に集中して設置し、トリム調整も最小限に済むようにされていた。
その他、誤操作をなくすため、スイッチの配置に人間工学的な配慮がされていたり、作動状態の確認はランプではなくメカ方式が使われるなど、パイロットが短期間で習熟できるように配慮がなされていた。
また、BMW801エンジンには、「コマンドゲレート"Kommandogerät"」（指令機材の意味）と呼ばれる自動制御装置、機械式アナログコンピュータが組み込まれていた。当時の他の航空機用エンジンは、速度や高度に応じてエンジンを細かく調整する必要があったのだが、この自動制御装置は、パイロットがスロットルレバーを操作するだけで、プロペラピッチ、2段スーパーチャージャーの切り替え、点火時期調整、混合気濃度などが自動調整されるようになっていた。余分な負担が減ってパイロットは戦闘に集中することができ、未熟なパイロットでも十分に扱うことができた。もっともこれは同時に、パイロットの手による微妙な調整ができないことも意味したが、Fw190のコックピットにはエンジンの燃焼をコントロールするインタフェイスは用意されていない。なお後述するように全面的に電動方式を採用したため、コンソールはすっきりしたものになっている。なお、プロペラピッチだけはスロットルレバーについたボタンでパイロットが手動操作できるとしている文献もある。余談だが、コマンドゲレートは（繊細なので）不具合が度々起こり、タンク自身が開発機に試乗していた際にも不具合が原因で危うく墜落しそうになったため、自らBMW社へ改善の直談判に行ったというエピソードが残っている。
頑丈な機体
前述の通り本機は戦場での過酷な使用に耐えることをコンセプトの一つとして開発された。
主力戦闘機メッサーシュミットBf109（当時引き込み式主脚の間隔の短さや強度不足などから着陸事故が多発していた）に対して、Fw190では主脚の間隔を3.5mと十分広く取り、さらに秒速5.0m（垂直方向：通常求められる数値の2倍）での着地に耐えるように設計され、パイロットが最も神経を使う着陸時に、多少ラフな操作をしても壊れない強度が持たせられていた。その他の部分にも十分な余裕を見込んだ設計がなされ、これらが後に戦闘爆撃機型、突撃型などの様々な発展型の実現に寄与した。渡辺（1999）によれば、955km/hで降下してもびくともしないと言う。
主要部分には防弾鋼板が張られている（A-8型で総計136-166kg）。例としては座席後方に12mmないし5mmの防弾鋼板が装備された。またキャノピー正面の防弾ガラスの厚さは50mmである。オイル系統も装甲された上で2重の冗長性を持ち、被弾時の生残性が高められていた。
また、空冷エンジンは液冷エンジンと比較して耐弾性に優れる。液冷エンジンであれば冷却水漏れを起こすような損傷でも無事に帰還する場合があり、さらにエンジンブロックは、パイロットにとり前方からの射撃に対する装甲としても機能した。ただし損傷によりエンジンが停止した時、本機の滑空性能は良好ではなかった。これは一撃離脱戦法を重視し、ロール性能を向上させた結果として翼面荷重が高いためである。不時着時、主脚を用いての着陸は比較的困難だった。主脚を出すことで空気抵抗が増し、低速域での揚力不足による失速を招いたと推測される。そこで脱出または胴体着陸が推奨されていた。
主翼は上下に分割した状態で作成され、それをフローティング・リブと言う小骨で接続接合する頑丈なものだった。
なおFw190は、開発段階では全長8.85m、全幅9.5mと、小型と評価されるBf109と大差のない機体サイズで、武装もさほど強力なものではなかった(後述)。だがその後においては単発戦闘機における世界最強クラスの武装を備える機体となり、後述する突撃型においては防御力も傑出したものとなった。
大量生産への配慮
フォッケウルフ社は会社の規模が小さく、部品製作を下請けメーカーに依存していたため、大量生産しやすいように機体をいくつかのコンポーネントに分割する一方、その構成部品も円筒のような単純な2次元曲面を多用し、球形のような複雑な3次元曲面の部品は最小限にしていた。例えば、エンジン・カウリングは板を曲げただけの単純な形状であり、カウリング前面の3次元曲面を構成する部品は、オイルタンクとオイルクーラーが一体化した部品を兼ねている、というように、複雑な形状を持つ部品の機能を融合することで部品数が減らされていた。また、Fw190はアラド、フィーゼラー、AGOなどフォッケウルフ社以外でも量産されていた（ただしFw190の生産性が高いためであることが理由であるかは不明）。ある簡素な製造ラインでは、ベルリンが占領される直前までFw190を生産し続けていたとされる。
前線での整備
上述の様にFw190は、各部がコンポーネント化されていたため、壊れた部品はユニットごと交換するだけで簡単に修理できるようになっていた。そして点検用のハッチは大面積のものが用いられ、整備を容易にし、さらに一部のものはパネルに強度を持たせてあり、これを解放しての整備時に整備員が足場として利用できる様に配慮がなされていた。
タンクは大学時代に専攻していた電気工学の知識を活かし、機体各部の作動機構には車輪の油圧ドラムブレーキ以外をモーターによる電動式とした。外部のバッテリーから電気を供給すれば動作させることが出来るため、エンジンを停止したままや下ろした状態でも動作チェックが可能となり、前線での点検整備・交換が簡単に行えるようになった。また電線を接続するコネクターはすべて形状が異っており、目的通りの接続でなければコネクターがつながれずに誤接続を防ぐなど、整備面に対する人間工学的な配慮もなされていた。その他、胴体後部に機体を左右に貫通する小さな穴が開けられており、ここに鋼管を差し込みジャッキアップできるといったようなメカニズムもあった。
キャノピー
Bf109やスピットファイアなどにみられた、キャノピー後部が胴体と一体化したファストバック型は空力的には有利であるが、代償として後方視界が良くない。Fw190では視界の良いスライド型のものが用いられた。
Fw190は一見前方視界が悪いように見え、またやはり良好とも言い難いものであったようだが、通常時はいくぶん機首を下げた状態で飛行するため、飛行時については劣悪という訳ではなかった。また地上滑走時の前方視界に問題はあったものの、尾輪式の単発レシプロ戦闘機であれば、持ち上げられたエンジン部分により正面などは見えないものである。むしろFw190は前下方の視界がキャノピー側面の胴体への食い込みで確保されているため、視界良好な部類であったとする評価もある。また日本へ輸入されたA-5型を操縦した大日本帝国陸軍パイロットは、機体への切れ込みがあり前下方の視界は良好で、接地の寸前まで良好な着陸視界を得ることができると評価している。鹵獲機体を試験飛行させたイギリス空軍パイロットは、前方視界はBf109、スピットファイア、マスタングよりも良好であったと評価した。
キャノピーは後方にスライドさせて開く形式であったが、飛行時に人力で開く事が非常に困難でありパイロットの脱出に支障をきたしたため、20mm機関砲の薬莢の火薬を用いてキャノピーを脱落させる機能が付与された。また、後期の型には高さを増し視界を向上させた「ガーラント・ハウベ（Galland-Haube）」と呼ばれる形状のものを装備している。
航続距離
本機の航続距離はBf109より多少長い。燃料搭載容量は前部胴体タンクが232リットル、後部胴体タンクが292リットル、予備タンク115リットルである。この状況で航続距離は通常800km程度、さらに300リットルの増槽を付けた場合は1,400km程度だった。予備タンク内の燃料は出力増強装置などに用いられる場合もあり、その場合は航続距離はより少なくなった。

## エピソード

### 英軍に鹵獲されたFw190
1942年、Fw190の出現により劣勢に立ったイギリス空軍は、Fw190の秘密解明のため特殊部隊を使ってFw190を盗み出す、という「エアシーフ（空の泥棒）」作戦を立案した。この作戦は、決行直前の6月23日、ベンブレイの英空軍基地へ1機のFw190が誤って着陸したことで中止された。搭乗していたのは、ドイツ第2戦闘航空団所属のファーベル大尉であった。投降説もあるが、着陸前に戦果を示すダイブをしている事から方向を見誤りフランスのドイツ基地と誤認したのだろうといわれている。本機は、生産されたばかりの真新しい機体であったという。
この時、鹵獲されたFw190を調査した英空軍は、その行き届いた設計やコマンドゲレートに感心し、開発中の新型戦闘機ホーカー シーフューリーに対していくつかの設計変更を行った。
このA-3型を鹵獲したイギリス軍は半年にわたってそれをテストしたが、視界は良好でありコックピット内の配置は合理的、またスピットファイアMk. Vと比較すると、高度7600m以下では常にFw190の方が優速であり、上昇性能、降下性能共に勝っており、加速力、横転速度も良く、スピットファイアが勝るところは旋回性能だけであったという。ただし新型のスピットファイアMk. IXではその差は縮まっているか、あるいは対等に戦える事が確認された
またアリソン・エンジン社製エンジン装備のP-51A（初期型）との比較では、上昇力でFw190が勝り旋回力はP-51、降下速度は互角であった。速度・上昇力については、連合軍のほとんどの戦闘機より優れていたという。
その後新たに鹵獲したA-4型とP-38Fとの比較などが行なわれているが、最高速度は6700m以上、上昇力では6100m以上でP-38Fが優位に立てたなどと記録されている。1945年1月にはD-9型が鹵獲されたが、この頃には既に連合国が圧倒的な航空優勢を築いていたためか、あまり本格的なテストはおこなわれなかったようである。文献では速度、運動性は連合軍の最新鋭機と同等かそれ以上であるが操縦性が良くないとされている。

### 日本に輸入されたFw190A-5
『航空ファン』へ寄稿された文によれば、当時陸軍航空審査部飛行実験部の部員（テスト・パイロット）であった黒江保彦陸軍少佐は、多摩陸軍飛行場（福生飛行場、現横田基地）において、日本陸軍が輸入したFw190A-5の試験に携わった。意見によれば、Fw190の旋回性能は大したことはないが快速を誇り、また安定性もよく、出足（加速力）と突っ込み（降下時の初期の加速力）の早さは他に比肩するものはなし、というものであった。実際に三式戦闘機「飛燕」、四式戦闘機「疾風」と模擬空戦を行なってみたところ、急旋回しようとするとすぐに振動が発生し高速失速を起こす状況から、格闘戦を考慮した日本機とは旋回戦において勝負にならなかったと見られる。黒江はまた、本機の整備が容易で油漏れも故障もほぼ完全になかったことに言及した。また終戦（1945年8月）直前、Fw190A-5・Bf109 E-7・P-51C・P-40（共に鹵獲機）・四式戦「疾風」の5機を用い、高度6,000mで速度競争が行なわれた。競争開始直後は黒江の乗ったFw190とBf109がリードしたものの、1分後にはP-51が迫り、3分後には抜き去った。黒江は、Fw190は水平最高速度ではP-51には適わないものの、出足の速さはどの機種にも負けなかったと結んでいる。この速度競争については押尾 & 野原（2002）でも言及されており、やはり最初はFw190がリードしたものの、3分後にはP-51に追い抜かれている。ちなみに最終的な順位は首位がP-51C、二位は同率でFw190A-5および四式戦「疾風」、以下三式戦「飛燕」、P-40の順だった。
このFw190A-5は、カタログスペックであれば最大速度は670km/hとされているが、黒江の別の文献によれば少なくともこの個体は600km/hを少々上回る程度の速度しか出ず、最大速度624km/hの四式戦「疾風」より劣速であった。ただしダッシュ力が大いに勝るため、四式戦「疾風」ではなかなか追いつけるものではなかった。だがどう割り引いて見ても700km/hを発揮していたP-51Cを用いれば、Fw190A-5を追い詰めることは訳のないことであり、黒江はドイツの敗因をここに見たとしている。
1943年10月、陸軍航空審査部飛行実験部の部員である荒蒔義次陸軍中佐・神保進陸軍少佐によりテスト飛行が行われた。Fw190は電気コントロールで油圧の日本機に比べ軽快な戦闘機だったこと、急降下速度は形状的特性からBf109や三式戦「飛燕」には劣ったがドイツの工業水準を垣間見る事が出来た、とある。別の文献では荒蒔中佐の所感として、離陸時の直進性、および上昇力と加速力の良さにも言及し、飛行性能は四式戦「疾風」にも五式戦にも似ていて、その中間辺りであったとし、電気駆動部の確実性を評価した。また荒蒔中佐はテストした外国機の内、Bf109E-7、Fw190A-5、P-51Cの3機種を優良としたが、その内でもFw190が最も優秀であるとした。荒蒔中佐は戦後の手記で視界の良さを評価したほか（前述）、上昇力と操縦性を絶賛し、格闘戦でなら四式戦「疾風」に勝るであろうとした。
また竹澤俊郎准尉は各機構が電動であることを評価し、Fw190も三式戦「飛燕」もBf109より上であるが、エンジンの信頼性が高いFw190の方が良い、しかしP-51は速度がありさらに良い、としている。
このFw190A-5のエンジン装備と空力処理の方式は、後に五式戦闘機の開発時に参考とされた（前述）。

## 地上攻撃
本機はBf109より積載能力に優れ、耐弾性にも勝り、さらに不整地での運用でも優れた成績を上げた。そこで戦闘爆撃機（独: Jagdbomber, Jabo、ヤーボ）として地上攻撃にも活躍、ドーバー海峡を挟んだイギリスを相手に大きな戦果を挙げた。1943年以降、イギリス軍の防空体制が整うとその活躍は封じ込められるが、本機はその余裕ある設計を生かし、旧式化した急降下爆撃機 Ju 87の穴を埋めるため、引き続き地上攻撃機としての運用が続けられた。
東部戦線でもソビエト軍を相手に善戦した。東部戦線には1942年9月以降に本格的に配備されはじめ、次第に主力を担うようになった。広い主脚間隔はロシアの荒地に耐え、空冷エンジンを採用したことによる耐弾性の高さは地上攻撃にも向いていた。Fw190は1943年9-10月頃には戦闘機型200機、戦闘爆撃機型41機が展開された。1944年12月には戦闘機型が79機、戦闘爆撃機型が502機と、戦闘爆撃機型が大多数を占めるようになった。
これらは初期には戦闘機型の改修型である。名称は、改修型のU仕様、戦地改修キットのR仕様として Fw190A-3/U2 などと表記される。A-6以降は、改修はR仕様として統一された。それに伴い、試験型などはV型として統一された。1943年8月以降には地上攻撃機型をF型、長距離戦闘爆撃機型をG型と命名した。またこれらの型は機関銃/機関砲のような固定装備が減らされたものもあった。なお、爆弾または増槽を装備すると、例えば500kg爆弾搭載時には最高速度は500km/h程度に落ちるなど、相応に飛行性能は低下する。

## 爆撃機迎撃戦・ヴィルデ・ザウ
1940年6月より、ドイツ空軍はメッサーシュミット Bf110による夜間戦闘機部隊を編成した。ほどなく探照灯だけでなく、地上からのレーダー管制による夜間迎撃戦も行えるようになった。だが敵爆撃機の侵入は迎撃困難なほどに多く、ドイツ空軍の夜間戦闘機は少なすぎた。またレーダーを組み合わせて夜間戦闘機（主にBf110）を正確に誘導・管制するヒンメルベット・システムは1943年7月、英軍のウィンドウにより麻痺させられていた。1943年7月24日のハンブルク迎撃戦では、791機の敵爆撃機のうち、わずか12機を撃墜できただけだった。
このため、1943年の春までに、ハヨ・ヘルマン少佐の発案により昼間迎撃用戦闘機、即ちFw190および一部にBf109を転用し、夜間迎撃にも使用することになった。これは同じ機材を昼間使い、さらに夜にも使うものであった。もちろん機体の損耗は激化し、整備員の巨大な負担が要求された。こうした迎撃部隊は「ヴィルデ・ザウ（イノシシ迎撃隊 / あらくれイノシシ、Wilde Sau）」と呼ばれた。防空戦術は簡単なもので、対象となりうる都市周辺に昼間戦闘機を空中待機・集合させ、さらに限られた探照灯とバッテリーを集中配備するものであった。機材により煌々と敵機を照らせば、昼間戦闘機でも夜間迎撃戦が可能であろうという考えであり、レーダーなどが配備される前の、素朴な夜間迎撃戦、「明るい夜間戦闘」を行う作戦であった。空襲による町の火災がさらに迎撃戦を助けたといった側面もある。また、探照灯によって上空一面の煙や雲への照射を行い、敵機影を浮かび上がらせるようなことも行っており、照明弾も用いられた。
4月のはじめには実験部隊として特別夜間戦闘機隊12機が編成された。この機材は第11戦闘航空団（JG11）からの借り物であったが訓練は続けられた。6月の末までには訓練を完了、ルール地方へ移動し、作戦を開始した。初の迎撃は1943年7月3日、ケルン北方50kmの地点で行われ。この際の参加戦力はFw190Aが5機、Bf109 Gが7機である。この攻撃で敵爆撃機12機を撃墜したが、味方にも1機の損害を出した。他の部隊は20機の撃墜を報告しており、この夜の戦果の4割をこの実験航空隊が挙げた。この作戦結果は評価され、7月19日には第300戦闘航空団（JG300）ヘルマン航空団がボン近郊で発足し、戦力は30機であった。この部隊は「ヴィルデ・ザウ」と名付けられ、第I飛行隊と第II飛行隊はFw190を、第III飛行隊はBf109 Gを装備した。7月24日に英爆撃機791機によって行われたハンブルク空襲ではほとんど迎撃戦果をあげられず、敵の意図通りの攻撃を受けたドイツ空軍であったが、7月27日の空襲に対しては739機中17機、8月3日の空襲に対しては740機中30機を撃墜することに成功、この大部分はヴィルデ・ザウのFw190によるものである。彼らの迎撃を容易にしたのは、ハンブルクの街の大火災により敵爆撃機が明るく照らし出されていたからであった。ヴィルデ・ザウはベルリンでの迎撃戦闘でも夜間戦闘機より効率の良い働きを見せ、8月頃にヘルマン少佐がまとめた報告書によれば、ヴィルデ・ザウは過去8週間で80数機の撃墜を報告している。参加したパイロットは55名であった。また、8月2日、ヘルマン少佐には柏葉騎士十字章が授与された。また新たに2つのヴィルデ・ザウ戦闘航空団が設立され、第30戦闘航空師団の下に、既存の第300戦闘航空団（JG300）、第301戦闘航空団（JG301）、第302戦闘航空団（JG302）、その他爆撃航空団と偵察飛行隊を含む態勢となった。これらは9月26日のゲーリングの命令により発足したが、Fw190の数が足りず、Bf109も多数装備される状態であった。だがヴィルデ・ザウは奮闘し、1943年秋には大きな戦果を見せた。無論全てがヴィルデ・ザウの戦闘機による戦果ではないが、8月にイギリス軍は4発重爆撃機を300機近く失っている。なお、通常の夜間戦闘機（主力はBf 110）もこの戦法を用いている。これはイギリス軍のウィンドウにより、従来の地上レーダーによる無線管制迎撃システム「ヒンメルベット」が通用しなくなったためである。
しかし1944年12月、ヴィルデ・ザウはアメリカ軍の昼間爆撃の迎撃という、当初のコンセプトとは正反対の任務を強いられた。夜間迎撃と昼間迎撃では戦法が全く異なり、パイロットも戦術の変更に完熟しないにもかかわらずこの投入は行われた。またこの状況下では昼間・夜間での機体の共有は不可能となった。さらに昼間戦闘であれば、夜間戦闘用に搭載された追跡用機上レーダー、FuG218「ネプトゥーン」などは不要であり、積載量に余裕の有るFw190でなくともBf109で十分と見なされ、代わりに多くのBf109が補充された。夜間戦闘にはこうした追跡用の機材を搭載する余地が必要であり、Bf 110やMe 262などの夜間戦闘機型にもネプトゥーンは装備されている。配備の結果、9個飛行隊中、Fw190を装備するものはJG300の第II飛行隊のみとなった。1944年6月以降はほとんどのFw190が機上レーダーを降ろし、終戦の日まで戦い続けた。
1943年夏頃より、連合軍の爆撃機を迎撃するため、両翼下に1発ずつの21cm空対空ロケット弾W.Gr21の装備・運用が開始された(（A-4/R6）。このW.Gr21は21cm BRとも呼ばれる。直径24cm、重量36kg、炸薬量9.5kg、飛翔速度は320m/sで時限信管を採用した。もとは陸戦用の21cm ネーベルベルファー41を改造した大型のもので、1943年後半から実戦投入され、Bf109、Fw190、Bf110、Me410といった他の戦闘機でも運用された。直撃もしくは至近弾でも威力は大きかったが、双発機であるBf 110はともかく、単発機に搭載した場合は相当に飛行性能が低下した。さらに新型・小型のロケット弾でありMe 262にも搭載された、R4Mが存在する。これを積載した場合も、やはり敵戦闘機との空戦が困難となるほど飛行性能が低下したという。
そのほか主翼下に20mmまたは30mm機関砲を内蔵するゴンドラを装備するなど、火力増強を志向した改修型も見られた。

## 突撃飛行隊

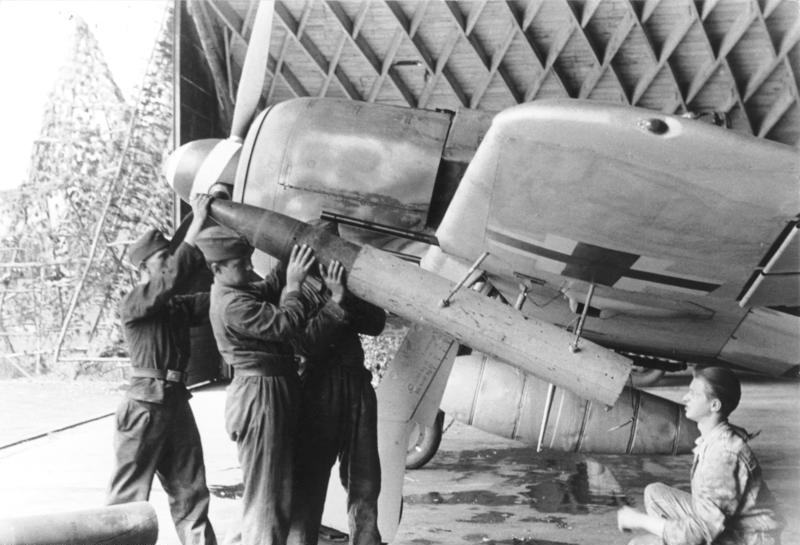
Wfr. Gr. 21空対空ロケット弾。コンバットボックスを崩すために使われた重量約112kgの大型ロケットで、爆発による効果範囲は30m

1943年、ドイツ空軍はコンバット・ボックス（密集防御編隊）を組んだアメリカ第8航空軍重爆撃機編隊と直面した。このB-17およびB-24の重防御・高火力に対抗する戦術が必要であった。
コンバット・ボックスは、1個中隊6機を3グループ集合させた15-18機で構成され、どの方向にも30-40門の機銃による防御射撃が可能だった。このボックスはおおよそ全長189m、全幅342m、全高270m程度となる。またこれを上下3段に重ねた、45-54機による「コンバット・ウイング」を構築、、これを連ねた数百機の大編隊による攻撃が行われていた。
参謀本部で戦闘機隊総監アドルフ・ガーランドを補佐していたハンス＝ギュンター・フォン＝コルナツキ（KORNATZKI コルナルツキ、コルナッキー）少佐（のち、中佐）は、これを迎撃するための「突撃飛行隊」(Sturmgruppen)の設立を提案した。第二次大戦に途中から参戦したアメリカの重爆撃機はイギリスのそれより爆弾搭載量こそ少ないが、防御火力および防弾性能に優れており、従来のロッテ（2機編隊）やシュヴァルム（4機編隊）単位による攻撃では、コンバット・ボックスを崩す事は容易でないと考えられた。このため1個飛行隊（3個飛行中隊）が敵重爆撃機の防御火力の比較的弱い正面から編隊攻撃を行い、大打撃と共に敵重爆撃機搭乗員に精神的圧迫を与え、戦術的にはコンバットボックスの防御を機能不全に陥らせ、作戦的にはアメリカ爆撃機群に対する継続的な損害を与え、機材の補充によっても許容し得ないほどの出血を強いるという作戦であった。
1943年10月19日に第1突撃飛行中隊（シュトルムタッフェル）が創設された。ドイツ空軍の場合、中隊は12機で編成されており、実験的な兵力であった。パイロットは可能な限り敵編隊と肉薄し、必要とあらば体当たり攻撃も辞さずに敵重爆撃機を撃墜することを宣誓した。ただしこの宣誓は多分に儀式的な意味合いが含まれており、宣誓書に署名させられるようなことはほとんど無かったか、または署名せずとも特に咎められることもなかった。IV./JG3飛行隊長ヴィルヘルム・モリッツ大尉は、国防軍の将兵は入隊時既に国家への忠誠と献身を宣誓しており、重ねてのこの様な宣誓など無用と、署名済みの宣誓書を焼き捨てたとされる。参加パイロット数は15名から18名であった。彼らは1944年2月末までに訓練を終え、1944年1月または3月より本格的な作戦を開始した。
第1突撃飛行隊による実験の結果、突撃飛行隊の有効性は高く評価され、1944年4月始めには第11戦闘航空団（JG11）と第1戦闘航空団(JG1)「エーザウ」に新たに突撃中隊が置かれた。さらに4月末または5月始めには第3戦闘航空団（JG3）「ウーデット」に第IV飛行隊（突撃）および「モーリツ」突撃飛行隊が設けられた。第IV飛行隊は第10、第11（旧第1突撃飛行中隊が編入）と第12中隊からなり、兵力は計36機である。1944年7月頃には第300戦闘航空団（JG300）第II飛行隊、第4戦闘航空団（JG4）第II飛行隊も突撃飛行隊とされ、後者については1944年春に中佐となった突撃飛行隊創案者のコルナツキが指揮官となった。なおコルナツキは第4戦闘航空団第2飛行隊に所属していた1944年9月13日、敵護衛戦闘機に撃墜され、不時着を試みるも高圧電線に接触し墜落、戦死している。
突撃飛行隊の戦術には当初正面攻撃が用いられていたものの、相対速度が高いため射撃を行える時間が少なく、パイロットにも高い技量が求められた。そこで敵重爆撃機の防御火力は強力となるが、後方から攻撃を行うことが一般的になった。後方攻撃への方針変換は1944年4月または5月、第3戦闘航空団第III飛行隊長のダール少佐の発案による。また白石（2009）の文献によればコルナツキの発案により当初から後方攻撃が用いられたともされる。この攻撃は全機が火力を発揮するため一列横隊または鏃型の編隊を組み、敵コンバット・ボックスの後方に肉薄し攻撃を加えるものであった。攻撃後は上方または下方に離脱する。突撃飛行隊の特筆すべき戦闘として、1944年7月7日に第3戦闘航空団第4飛行隊が44機をもってB-24を迎撃、後方よりのわずか1航過の攻撃で、12機ものB-24を屠ったという事例がある。
体当たり攻撃も実際に行われ、敵の主翼に軟着陸しそれを切断する方法や、尾翼にプロペラやエンジン部を衝突させ破壊する方法が推奨された。これは重装甲を誇る突撃型Fw190であればパイロットの生還は十分に期待できるものであり、献身的行動ではあるが、自殺的作戦ではない。
なお実戦で体当たり攻撃が行われ、そして同時に体当たりを行ってもパイロットが生還（パラシュートによる脱出・降下）できることが証明されたのは1944年の1月30日の迎撃戦、鈍重な突撃仕様機が敵戦闘機の撃墜を報告したのは1944年4月11日のことであり、いずれも第一飛行中隊の戦果である。
突撃隊の訓練に用いられた機体はMG151/20 20mm機関砲4門、MG17 7.92mm機関銃2丁を装備するA-6型に、防弾ガラスを装備するなど装甲を強化し、アメリカ軍重爆撃機の装備するブローニングM2 12.7mm機関銃に対抗できるようにしたもので、シュトルムイェーガー（突撃戦闘機、嵐の狩人）と呼ばれた。ただしMG 17 7.92mm機関銃は、重爆撃機に対して効果が薄く、同時に装甲強化により増加した重量に対する対策のため、撤去される例も多かった。また側面防弾ガラスは視界が狭くなり、高々度に上がると従来のガラスと増設したガラスの間に氷が張る弱点があることから「目隠し」と呼ばれ、パイロットにより外されることが多かった。その後A-7/R2（外翼の20mm機関砲を30mm機関砲に換装したタイプ）を経て、A-8/R2、およびA-8/R8、「シュトルムボック（破城槌または破壊槌）」が開発・配備されるに至った。この機体の武装は13mm機関銃2丁、20mm機関砲2門、30mm機関砲2門を備え、装甲としてキャノピー前面に50mm、側面に30mmの防弾ガラス、コックピット周辺の5mm鋼板、両翼の機関砲前面に20mm鋼板を装備した。このような重防御のため、機重は250キログラム以上増加していた。30mm機関砲は敵重爆撃機には効果的であったが、これらの機体は重量の増加から敵戦闘機との空戦が相当に困難となっており、通常の戦闘機仕様のFw190、またはBf109による護衛を必要とした。突撃飛行隊1個につき、通常の戦闘機により編成された飛行隊が2隊ついたという。なおR-8型はR-2型の防弾ガラスなどの装甲を強化し、その代償として機首の13mm機関銃を撤去したものである。白石（2008）によれば、機銃を撤去しない状態で、A-6型と、武装を強化したA-8/R8（フラッペによればR-2型に相当する）型の火力を比較すると、前者が3秒あたりの投射弾量が37ポンド（約16.8kg）、後者が74ポンド（約33.6kg）と、単純には単位時間あたりの弾量は倍増している。また、30mm機関砲 Mk 108は破壊力はあるものの弾頭重量が重く初速が低いため弾道性能がよくなかったが、200m以下での近接射撃を基本とする突撃飛行隊にはこの点は問題とならなかった。
連合軍側では突撃飛行隊を（少なくとも当初は）「ウルフ・パック攻撃」（群狼攻撃）として恐れたという。連合軍側もこの突撃飛行隊については相応の評価を見せており、例えばアメリカ第8空軍では1944年11月2日の戦闘において、突撃飛行隊により、戦闘機による損害全体の1/4にあたる6機または7機の、そしてたった一つの突撃飛行隊のためにさらに21機のB-17を撃墜され、合計で27機程度の4発重爆撃機を失ったとしている（第8空軍の公式戦史はこの日の爆撃機の損害を合計40機としているが、ジルビッヒ（1994）はこれは過小なのではないかとしている）。なおこの代償としてドイツ空軍は2つの突撃飛行隊から24-30機を失い、戦闘機全体では98-120機を失っている。
戦争末期には敵護衛戦闘機の厚い壁に阻まれ、あまり戦果はあがらなかった。上述の11月2日の戦闘には600機ものP-51とその他若干の護衛が付き、これを迎撃したドイツの戦闘機500機は大きな損害を被っている。また、1945年3月24日の戦闘では、第300戦闘航空団第II飛行隊は20機もの損害を被ったが、敵にはほとんど打撃を与えられなかった例などが、文献に紹介されている。

## 各型の変遷

### 試作機からA-2型

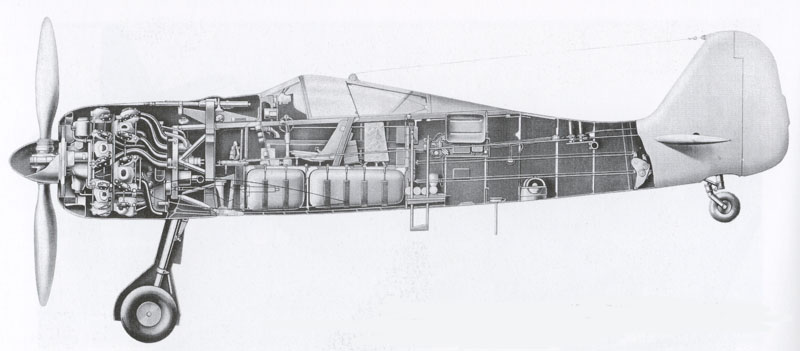
Fw190 A 内部

開発初期の試作機はFw190Vと称される。V1はBMW139（1,550馬力、直径1.38m）を装備し1939年5月中旬頃に完成、6月1日に初飛行を行った。機首は短いカウルに、プロペラ基部を丸ごと覆う巨大なスピナーを装備する特徴的な外見を持つ。さらにこのスピナーには先端部にダクトが設けられ、ここから吸気して強制冷却ファンも併用しエンジンの冷却を行う構造だった。この形は空力的には洗練されていたものの、冷却能力は不足していた。1939年12月31日には両翼にMG 17 7.92mm機関銃とMG 131 13mm機関銃を1丁ずつ装備したV2が空軍に引き渡された。この機体も若干の改良の上でV1と同じ機首形状を採っていたが、やはり冷却能力が不足しており、1940年1月には両機とも通常の機首形状に変更された。なお、3号機・V3は交換部品のストック用とされ、4号機・V4は破壊・強度試験に使われた。1939年の秋にBMW139エンジンの開発中止が決定したため、5号機となるV5には14気筒のBMW801 C-0（離昇出力1,600馬力、直径1.29m）が搭載された。これは一説には、ただエンジンを換装しただけでなく機体の各部に大改修を加えたものであった。だが重量が25%も増したことから翼面荷重が増加し飛行性能は低下した。このため従来の全幅9.515m、翼面積が14.90m2の主翼を装備したV5kの他に、全幅10.5m、翼面積が18.30m2の大型翼を採用したV5gが生産された。これらを試験した結果、最高速度は695km/hから685km/hとやや低下したものの、運動性については格段の改善が見られたため、この大型主翼が採用された。

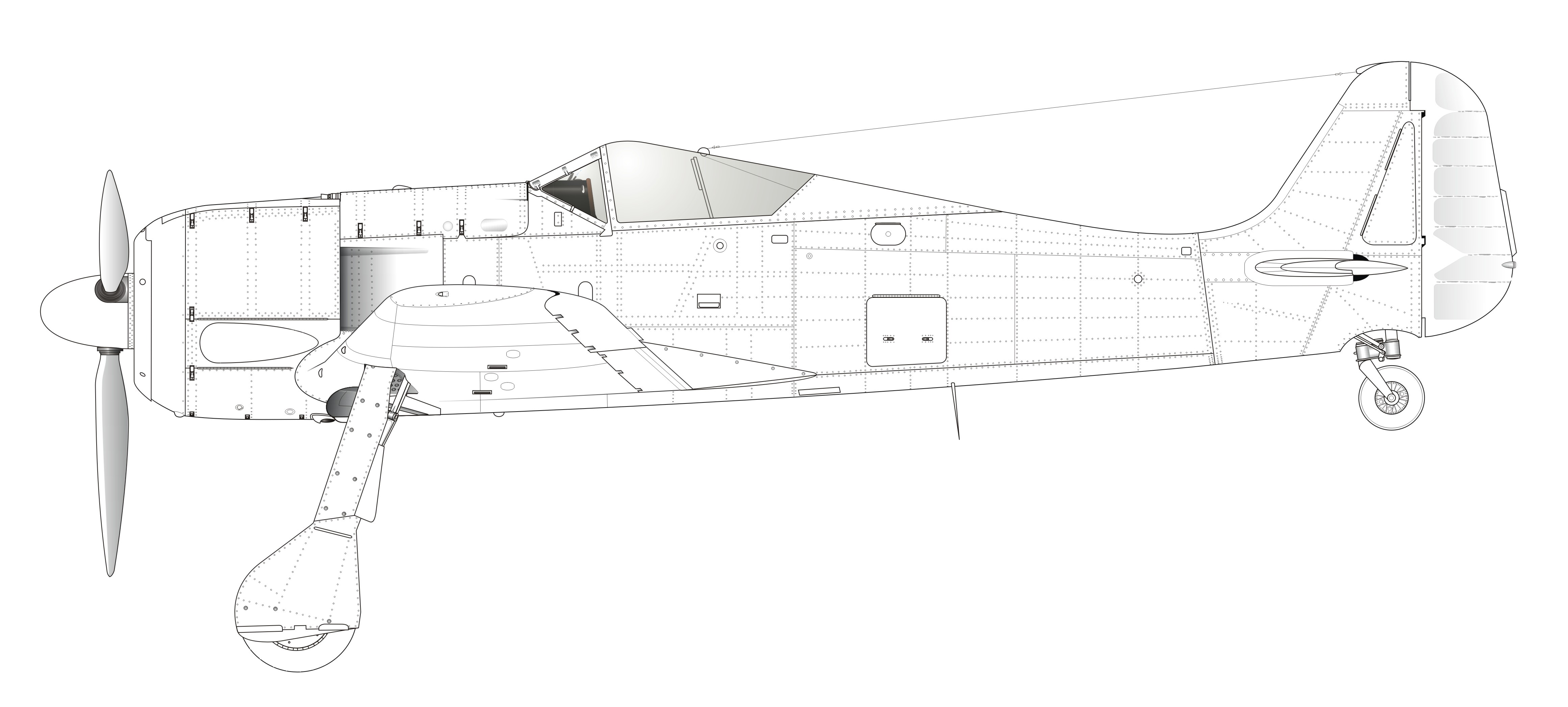
Fw190 A-0

V5の試験開始とともに空軍はFw190に強い関心を示し、新型エンジンの量産体制が整っていないにも拘わらず、40機もの増加試作が仮発注された。これは結局1940年11月から1941年9月までに28機が生産されFw190A-0とされたが、初期の8機は主翼の改修が間に合わず、従来型の小型主翼のままであった。文献によれば9機が小型翼ともされる。その後エンジンは新型のBMW801 C-1とされ、それを装備したFw190A-1が、1941年秋までに102機生産された。これは当初、武装がMG 17 7.92mm機関銃×4（弾数各850発）と貧弱なものであったが、主翼外翼にMG FF 20mm機関砲（弾数各60発）が増設された。しかしA-0型を使用しての実用実験中、Fw190は多くのエンジントラブルに見舞われる。従来から傾向の強かった加熱・発火の問題の他に、BMW801に装備されていた自動制御装置「コマンドゲレート」にも不具合が発生、一時期はFw190の実用化さえ危ぶまれる事態となった。多くの改修を経て多くの問題をクリアし開発は継続されたものの、エンジンの冷却不足については実戦投入後1年くらいは問題視されていた。

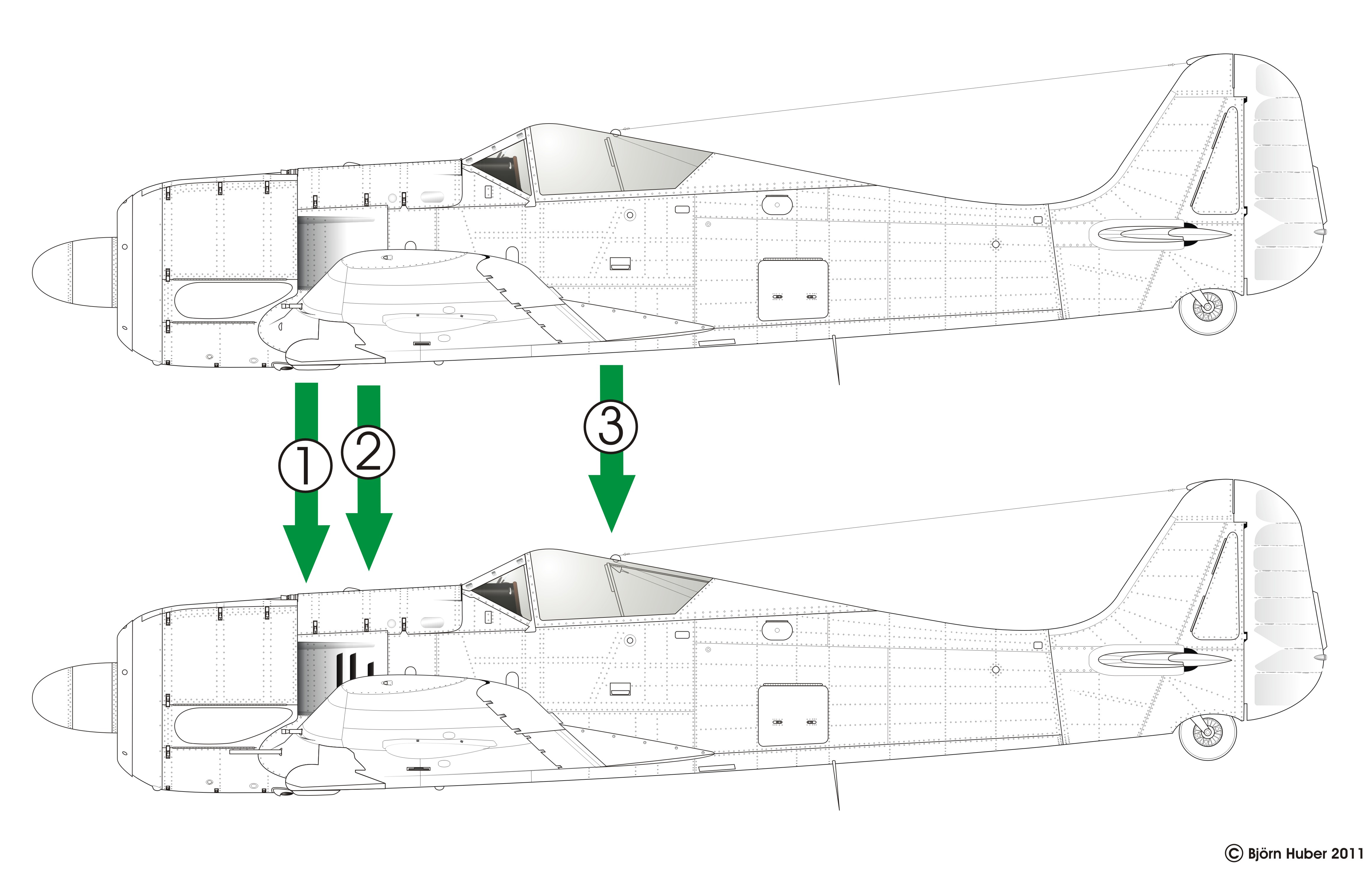
Fw190 A-1、A-2

1941年10月頃からはBMW801C-2エンジンを装備したFw190A-2の量産が開始される。このモデルは降着装置を強化し、内翼の7.92mm機関銃をMG151/20 20mm機関砲（弾数各250発・ベルト給弾）に変更した。なお装備位置は主翼のほぼ付け根、プロペラ圏内であり、プロペラ同調式である。結果、兵装はMG17 7.92mm機関銃×2、MG151/20 20mm機関砲×2、MG FF 20mm機関砲×2となり、これは以降の標準装備となる。426機または952機生産。
1941年7月末、西部戦線英仏海峡方面に在る第26戦闘航空団（JG26）に Fw190A-1が配備、実戦投入される。故障が頻発するなど苦戦したものの、イギリス軍の スーパーマリン スピットファイア Mk.Vを相手に有利に戦闘を進め、制空権を確保した。1942年の春には北フランス方面の第2戦闘航空団（JG2）とオランダ西海岸方面の第1戦闘航空団（JG1）にもFw190A-2が配備されるなど、以後Fw190は多方面に配備されていく。

### A-3からA-7型

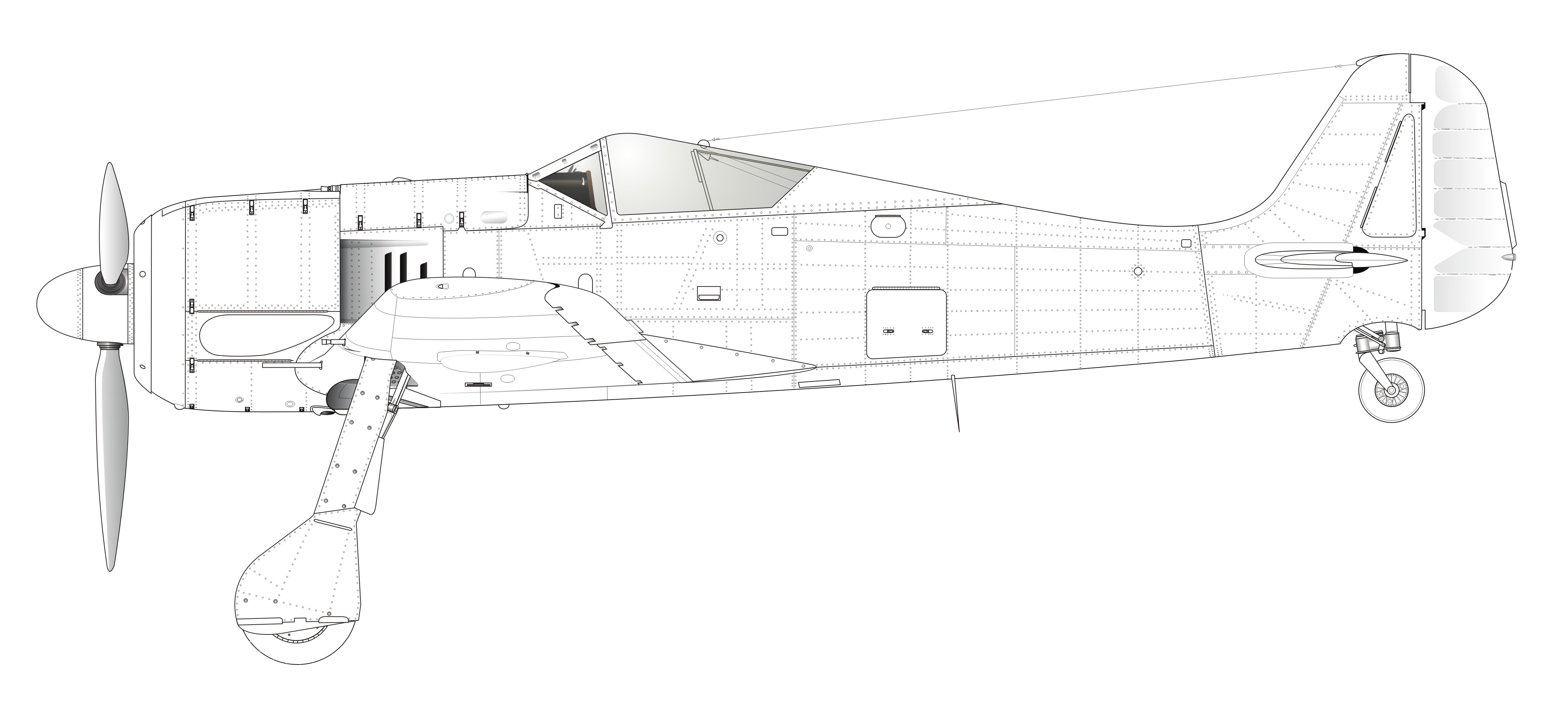
Fw190 A-3

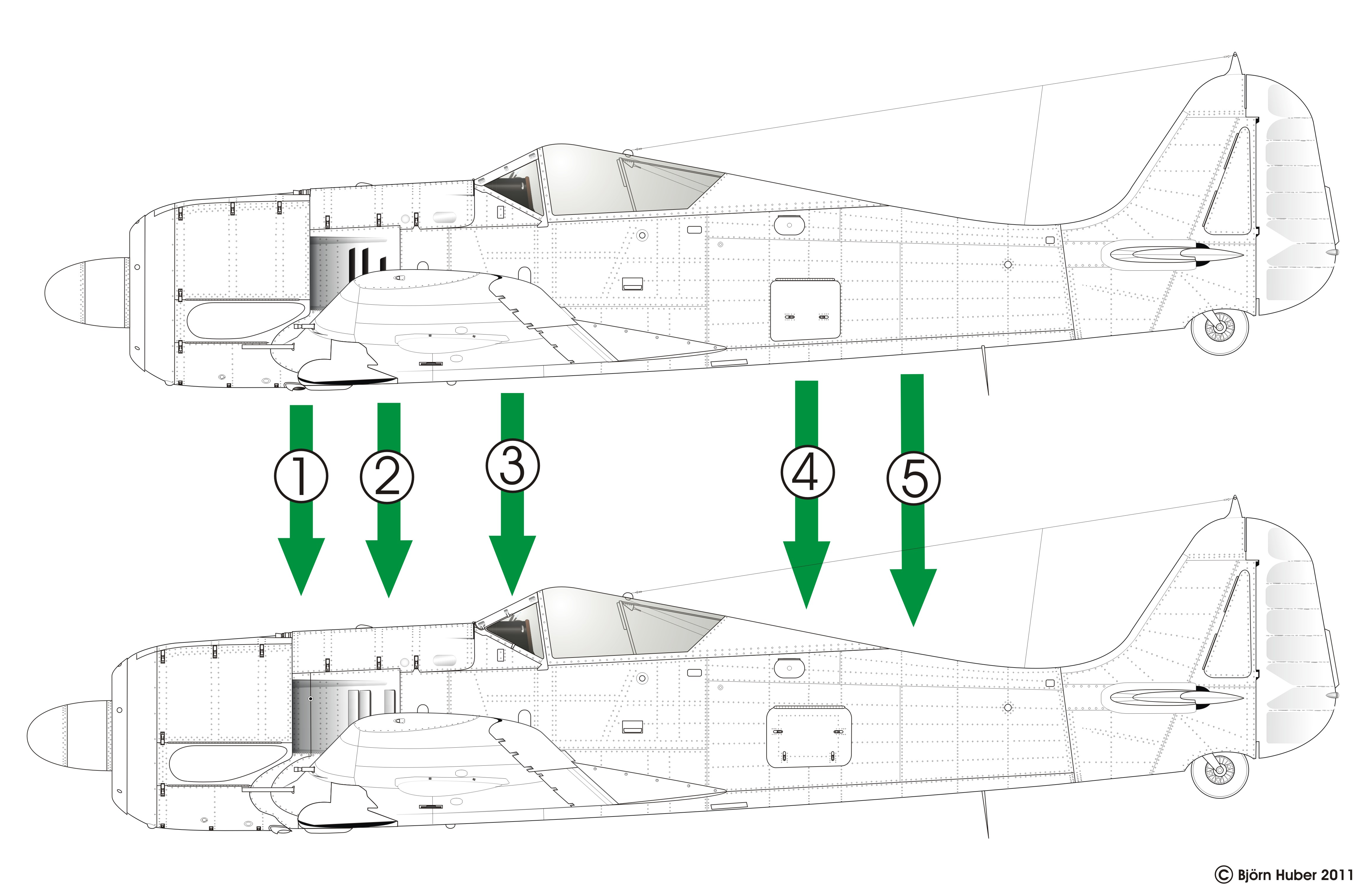
Fw190 A-4、A-5

1942年の3月-4月頃にはBMW801D-2エンジン（離昇出力1,700馬力）を搭載し最高速度660km/hを発揮するFw190A-3の量産が開始された。胴体下面に爆弾架（ETC-501）を装備し、戦闘爆撃機としての運用も可能となった。また様々な改修キットが用意された、最初の他用途型でもある。7月中旬頃からはエンジンに水メタノール噴射装置MW50を追加し、これは短時間ながら最大で2,100馬力を発揮した他、無線機を変更するなどしたFw190A-4に移行した。これらのタイプは空対空ロケット弾を装備するR6型など多くの改修型が作られ、一部は後にFw190F型・G型として制式化される。偵察機型も運用されており、これはU4仕様とされていた。1942年9月頃からは第51戦闘航空団（JG51）を皮切りに、東部戦線にもFw190が配備されはじめた。A-3は509機、A-4は906機または894機が生産された。

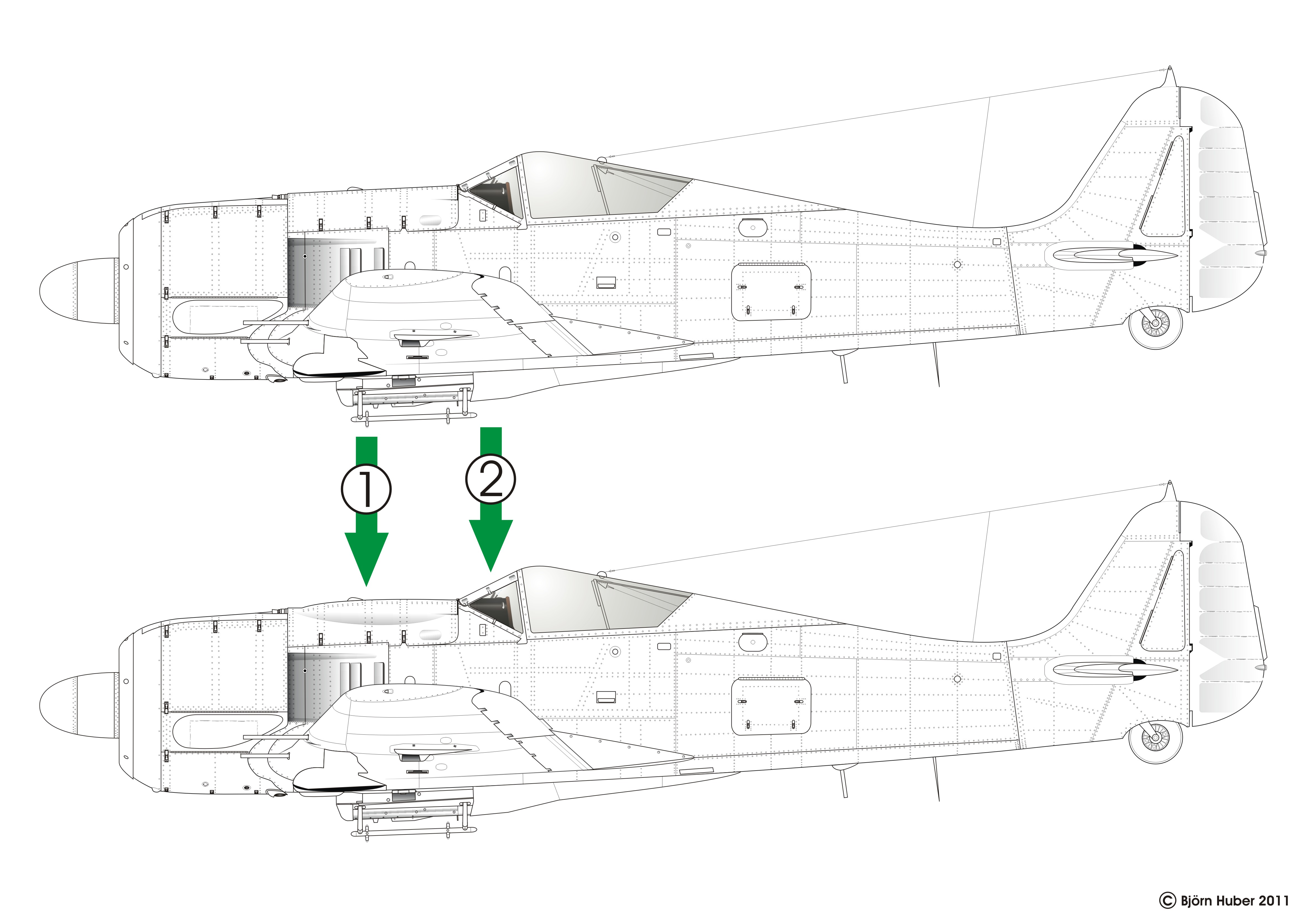
Fw190 A-6、A-7

続く1942年末のFw190A-5ではエンジンの取付架を前方に152.5mm延長し重心位置を修正。ほとんどがなんらかの改修型とされ、ノーマルの機体は少なかった。723機生産。この型式はやはり多くの改修型が作られており、U型については夜間戦闘機仕様から雷撃機仕様まで様々なものがあり、U17までナンバリングされている。そのうちA-5/U10は1943年5月以降Fw190A-6として量産され、主翼外翼のMG FF 20mm機関砲をより強力なMG 151/20 20mm機関砲（弾数各140発）へ変更した。ただし内翼の機関砲は従来通り各250発を装備していた。武装はMG17 7.92mm機関銃×2、MG151/20 20mm機関砲×4となる。これは当初は東部戦線で地上攻撃機として運用されたもので、コックピット周辺に防弾装甲が付されている。突撃型・夜間戦闘機型も作られた。また主翼の強度を高める改修が行なわれ、戦闘爆撃型であるF-3型では主翼への爆弾懸吊能力が増している。この型は569機生産。また1943年末頃からは機首のMG 17 7.92mm機関銃をMG131 13mm機関銃へ変更したA-5/U9を制式化したFw190A-7が、アラド社により80機または701機生産される。

### A-8およびA-9型

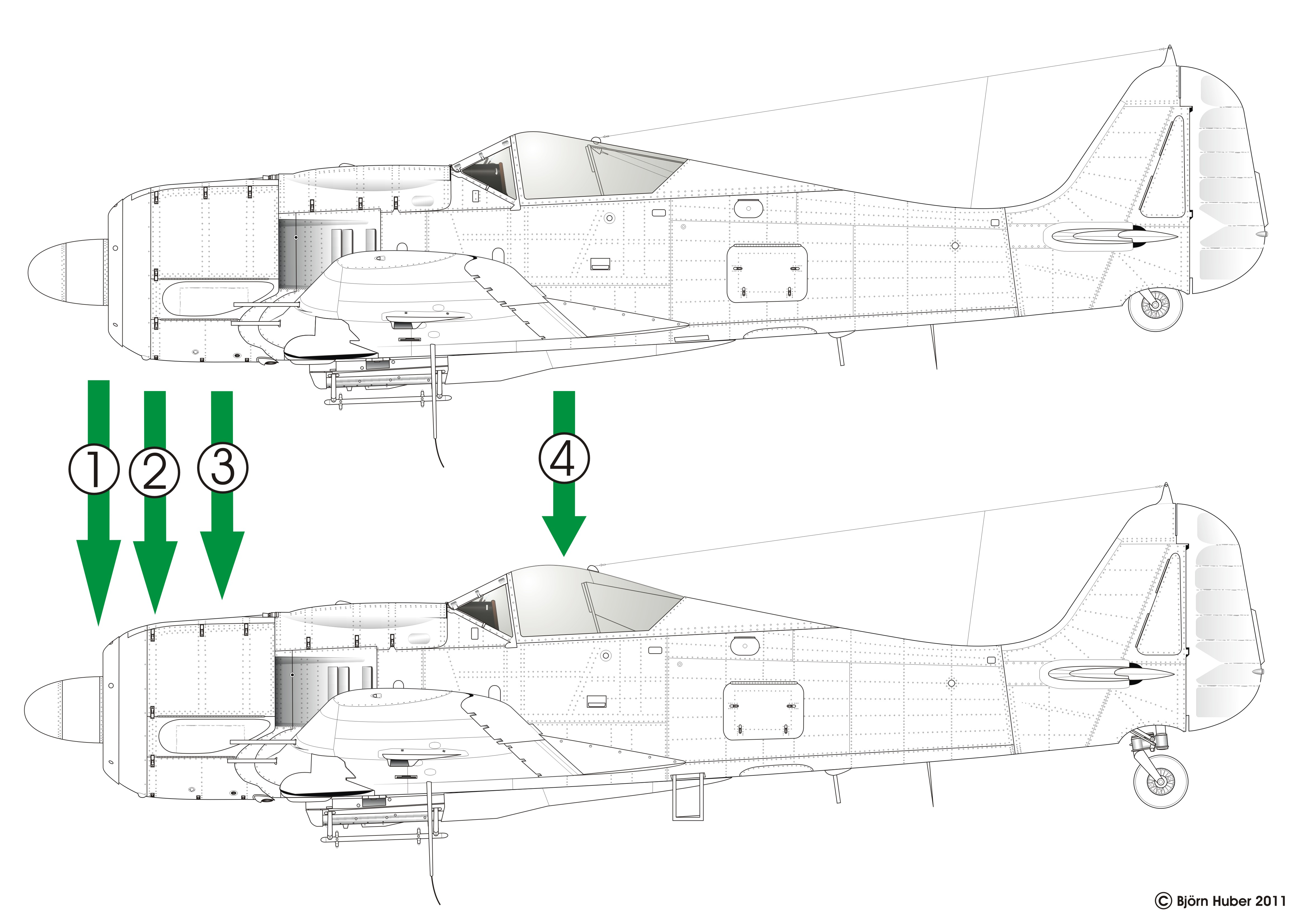
Fw190 A-8、A-9

Fw190A-8はA-7に若干の改良を加えたものであり、1944年2月から生産が開始され、8,300機が生産された。また出力増強装置を装備した。MW50、これは水メタノールを気筒内に吹き込み、出力を増強するもので使用可能時間は10分間以上だった。またはGM-1、これは亜酸化窒素を使用するもので8分間のみ作動した。武装は装甲を強化し、主翼外翼MG151/20を30mmMK108機関砲（弾数各55発）へ変更した。突撃仕様のR2、R8仕様の場合はMG131 13mm機関銃×2、MG151/20 20mm機関砲×4、MK 108 30mm機関砲×2が装備された。こうした度重なる改修は重量増を招き、最高速度をはじめとした飛行性能は低下している。一部の機体には新型のBMW801 TU（離昇出力1,810馬力）を搭載した。
1944年10月からは離昇出力2,000馬力のBMW801TS/THを装備したFw190A-9が量産開始された。主翼前縁の装甲が取り外され軽量化がなされており、MW50またはGM-1出力増強装置を使えば10分程度の間、2270馬力、710km/hを発揮できた。資料によっては「2200馬力」、700km/hとしている。高々度性能も向上し、P-51マスタングら連合軍の戦闘機と対等に戦えるとも推測されるが、戦局はそれを許さず、ほとんどが東部戦線の後退に備えて対地攻撃用のF-9型に改修されてしまった。ただし歴史群像編集部（2010）では逆に、A-9型は当初は期待されたものの結局は連合軍の新鋭戦闘機と渡り合えるだけの性能を持っておらず、また機構上のトラブルも多発したため、対戦闘機戦闘はD型に任せるかたちで地上攻撃型に改修したとの説を採っている。なお、渡辺（1999）によれば、主翼前縁は体当たり攻撃用に強化されている。野原（2006）の文献によれば910機が生産された。
A-10型はターボ過給器を備えたBMW801エンジンの搭載（BMW801F-1）。フラッペ&ローランによれば翼巾の延長を行い、高々度戦闘機型として計画されたが、既にFw190DやTa152が存在していたため、計画のみで終わった。渡辺（1999）によれば、増槽3本を含む1750kgのペイロードを持った長距離戦闘爆撃機型。なおこの機体はのちにFw190D-10の試作に流用されている。なお、A-1からA-9までの合計生産数は約13,200機である。

### A型の問題点
A型は優れた戦闘機であった。だがその心臓部である空冷星形エンジンBMW801は、1段2速の遠心式過給器を装備し、高度5,600m-5,700mで1,440馬力を発揮するものの、高度6,000-7,000mを超えると出力が急激に低下する。このため1942年以降、2段2速過給器やターボチャージャーを装備した連合軍の新型戦闘機に苦戦することとなった。もとより連合軍側の排気タービン装備機の出現やそれへの対抗、すなわち高々度性能改善の必要性については予想されていたことであり、クルト・タンクはFw190の実戦配備以前に既に性能向上策を検討していたのであるが、空軍との折り合いがつかず、計画が動き出したのは1942年初め頃となる。出力強化型のBMW801を搭載したB型、液冷のDB 603 Aを搭載したC型、液冷のJumo 213 Aを搭載したD型が計画された。

### B型
B型はBMW801にGM-1出力強化装置を装備し、与圧キャビンも装備した機体である。V12（A-0）改造機を含めた数機のB型が製作されテストされたが期待された性能は発揮できず、またBMW801の高空性能向上に必要な空冷星形エンジン用の排気タービン過給器の早期開発の目算が立たないことから、1943年5月末に開発は中断された。また、B型ではなく液冷のD型が採用されたことについて、BMW801の生産余力が少なかったことを原因の一つと指摘する文献もある。

### C型

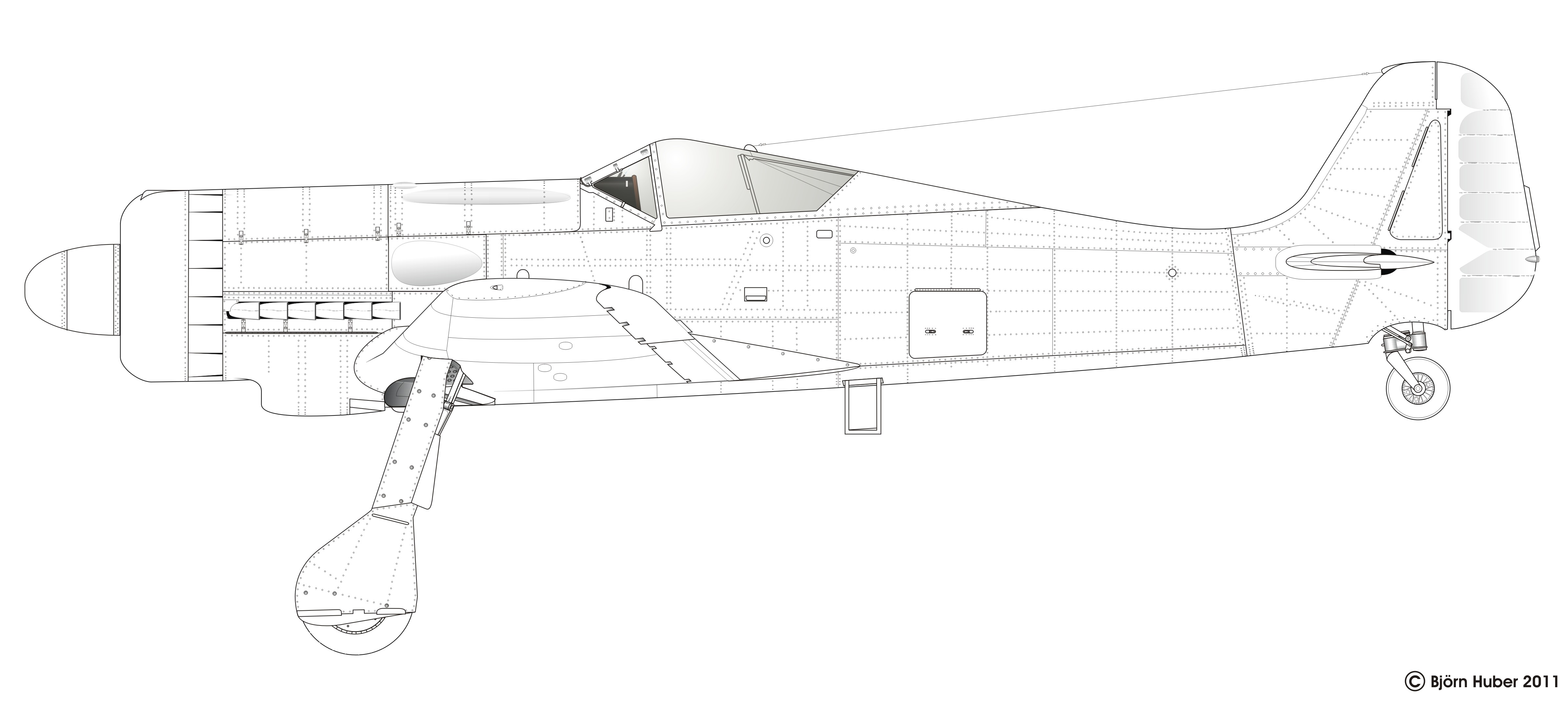
Fw190 C V13

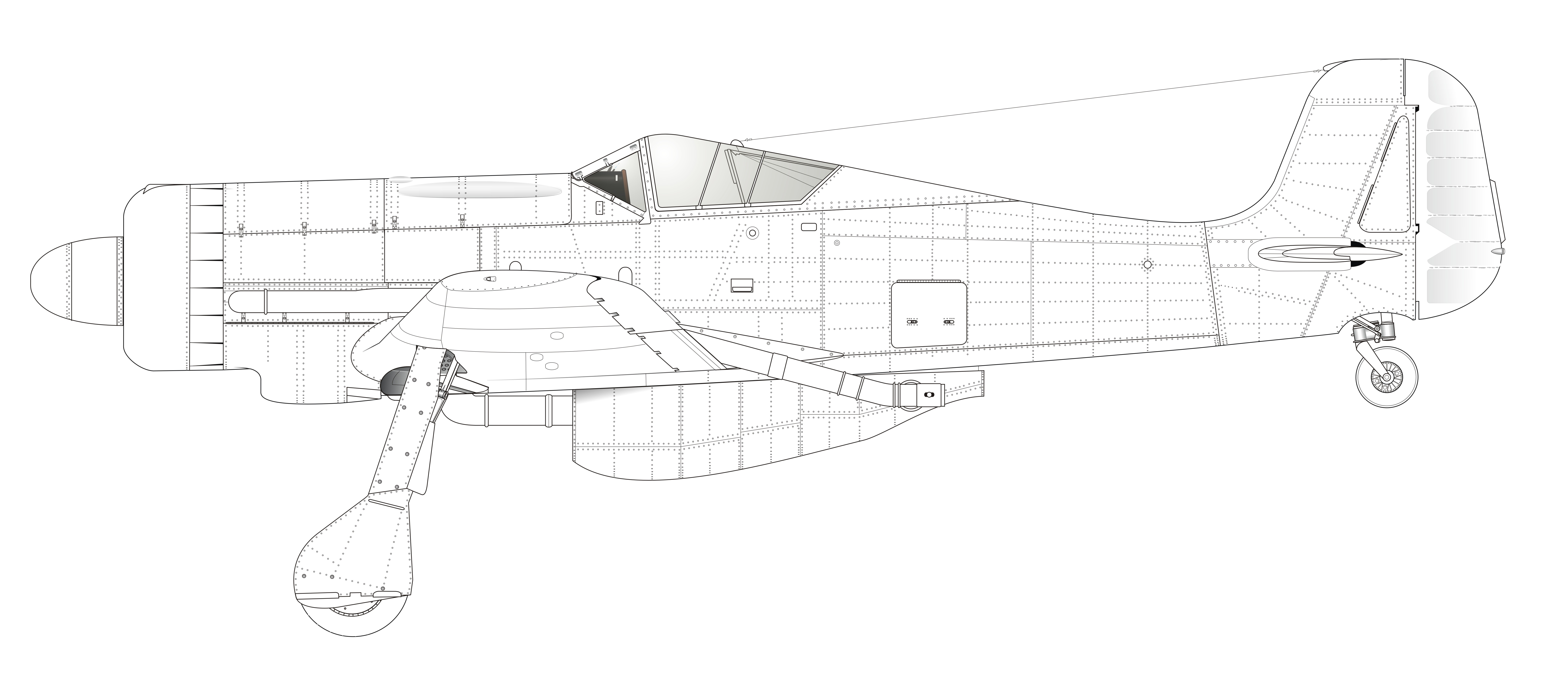
Fw190 C V18

C型は機首を延長し液冷12気筒エンジンDB603A（離昇出力1,750馬力、高度10000mで950馬力）を搭載し、主翼位置を前進させるなどした機体である。空軍技術局はDB 603 Aエンジンの使用に難色を示しており、未承認の中、開発が開始された。C-0型、与圧キャビンの無いC-1型、与圧キャビンを装備したC-2型が合計9機生産されテストされた。1942年9月に初飛行、高度7,000mで724km/hを発揮するなどしたが、空軍は目標高度を13,700mに設定、DB 603 Aに排気タービン過給器を装備することを要求した。しかしタービンのインペラの強度が弱く、出力制限を必要としたほか、故障も多く、また機体全体の飛行性能も安定性を欠くものだった。改修の結果高度10,000mで680km/hを発揮したものの、D型が所定の性能を発揮していたため、1944年5月11日または1943年秋に開発は中断された。

### D型
D型は液冷12気筒エンジンJumo213A-1（離昇出力1776馬力、高度5800mで1600馬力、MW50出力増加装置使用（連続10分、合計40分）で2240馬力、高度9800mで1020馬力）を装備。それに伴い機首(50cm)および胴体後部(49cm)を延長し全長を8.95mから10.192mと改め、垂直尾翼も増積。また機首右側面には過給器空気取り入れ口が突出している。液冷エンジンに不可欠なラジエーターはエンジンの前面に環状に配置（環状ラジエーター）され空気抵抗の増加を避け、さらに改造箇所を極力機首のみに限定するという効果をもたらした。初飛行は1942年9月である。やはり排気タービン過給器（ターボチャージャー）は装備しておらず、また最終的に与圧キャビンは装備しておらず本格的な高々度戦闘機とは評価しがたいが、A型のような高空での急激な出力低下は見られなかった。1944年6月末には2機のプロトタイプが完成、こうして1944年8月以降、Fw190D-9、愛称ドーラ（Dora、ドーラ9、長鼻ドーラ）、が量産されることとなった。この量産の影では、C型と同様に与圧キャビンの無いD-1型、与圧キャビンを装備したD-2型がA-0型やC型からの転用も含め用意された。だが、量産型が何故D-3型ではなくD-9型であるのかは不明である。最終的にカタログスペックでは高度6,400mで698km/h、高度6,200mでMW50を使用して732km/h、上昇限度13,200mの性能を発揮している。なお初期にランゲンハーゲン工場またはコトブスで生産された300機は従来型と同様のキャノピーを装備していたが、それ以降は視界を向上させたガーラント・ハウベを装備した。また胴体下面にはETC501またはETC504爆弾ラックを装備し、爆装も可能である。またパイロットの背面に12mmの防弾鋼板を装備し、前面の防弾ガラスは50mmの厚さのものである。

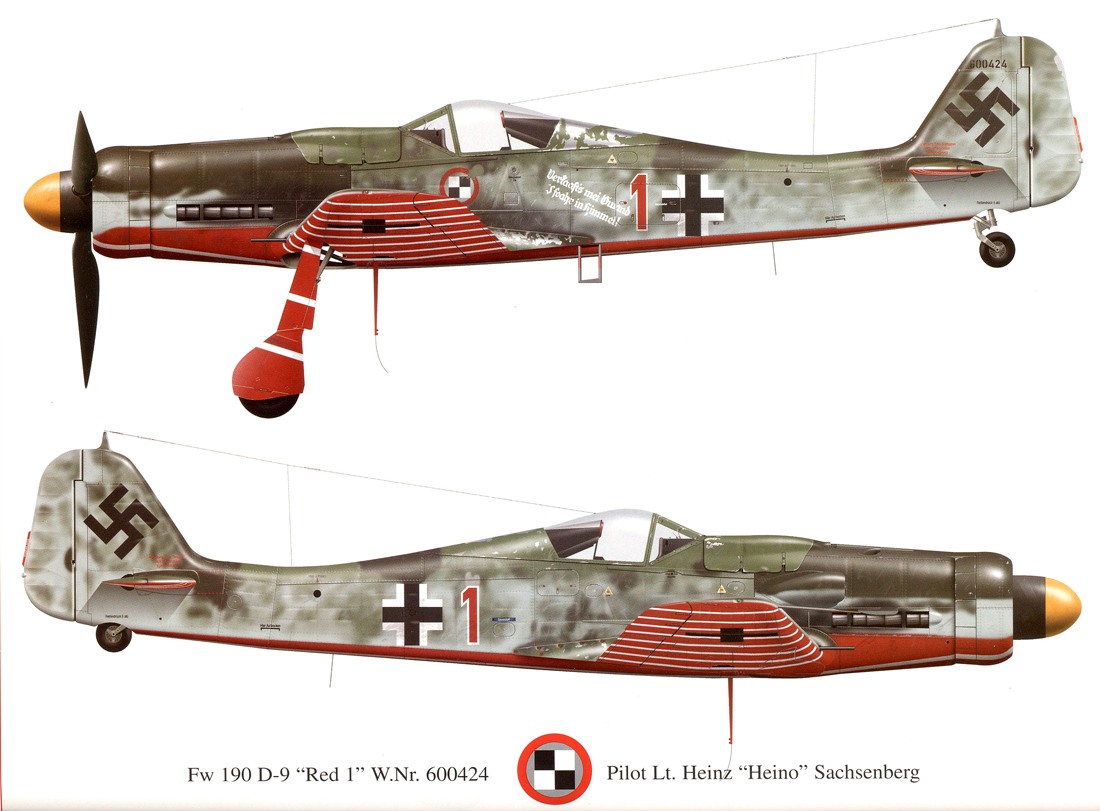
Fw190 D-9

武装は機首にMG131 13mm機関銃×2（弾数各475発）、主翼内翼にMG151/20 20mm機関砲×2(弾数各250発)を装備していた。D-9にもいくつかの改修型が計画されたが、1944年末に完成したキャノピー除霜装置、FuG125「Hermine」無線航法装置/着陸誘導装置、LGWK23進路指示計、PKS12自動操縦装置を装備した全天候仕様R11以外は、実戦では全く、またはほぼ使われていない。D-9およびD-9/R11は約750機が生産されたが、並行してA型の生産も続けられていた。なおD型合計で1,805機とする資料もある。なお、一説にはD-9型は1826機が生産されたが、実戦に投入されたのは300機程度にすぎないという説もある。ただしタンクにとってはD型は暫定的・中継ぎ的な存在であり、本命は次のタイプ、Ta 152であった。だがこれを大いに公言してしまったため、配属部隊の士気がどうにもあがらなかった、との逸話も伝えられている。
Fw190D-9「ドーラ」はBMWの工場が爆撃に遭いA型の生産が落ち込んでしまったため、予定を繰り上げて1944年8月頃から生産が開始された。1944年11月頃から前線に配備されはじめ、いくつかの飛行隊が機種改編された。12月には実戦に投入されたが、しかしドイツ空軍の戦闘機隊は12月中にラインの護り作戦に投入され、大きく損耗してしまう。Fw190D-9は連合軍の新鋭戦闘機とも十分に渡り合える性能を持っていたと思われるが、上述の説明のようにドイツ空軍には最早ベテランパイロットは少なく、また物量差も圧倒的で、本機の登場が戦況を覆すには至らなかった。なお40-50km/hの速度向上と引き替えに横転性能が低下し武装が弱体化してしまっていたが、慣れてしまえば多くのパイロットには好評であったようである。
野原 & 塩飽 (1990)では、空力的に洗練されている上に馬力の割に重量が軽いことなどから、単純な空戦性能であればP-51マスタングを凌駕していたのではないかとし、また野原（2003）では、全体的な空力学的な洗練度では劣るものの環状ラジエータを採用した空力学的有利があり、またエンジンの離昇出力が1450馬力対1750馬力と、20%も優勢だったことも、単純に機体自体の性能であれば十分に対抗できたはずであろうことの根拠としている。歴史群像（2010）では、ドイツ側は本機をP-51Dに匹敵する機体であるとしていたと紹介しながらも、世の中に出回っている本機のカタログスペックは「推算値」であり、実際の性能は連合国の新鋭機に比べてやや劣っていたとしている。
Fw190D-10はプロペラ軸内にMK108 30mm機関砲をモーターカノンとして装備、エンジン上部にMG151/20 20mm機関砲を1門装備したものであるが、搭載予定であったJumo213C-1 エンジン（1770馬力）の開発が遅れるなどし、量産はされなかった。野原（2003）によれば、Jumo 213 Cエンジンの量産化が見送られたため、本機も量産されなかった。

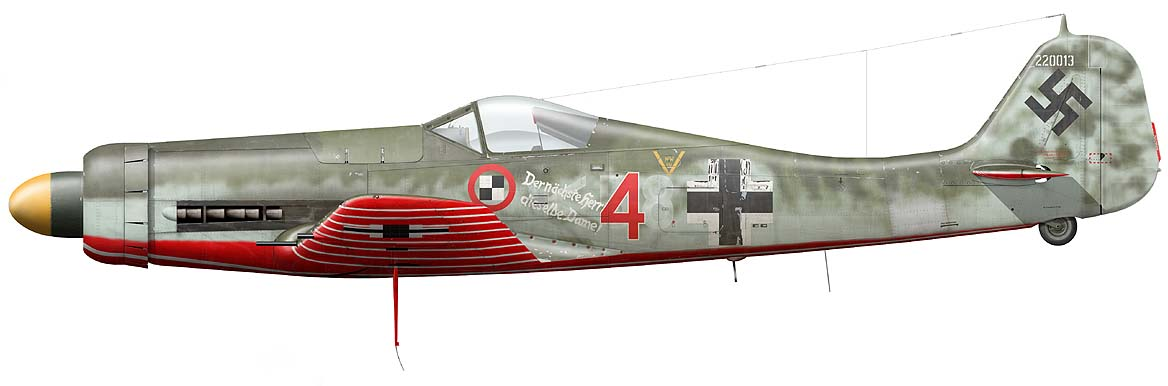
Fw190 D-11

Fw190D-11はエンジンを改良型のJumo213E（1,750馬力）またはJumo213F（離昇出力2,000馬力）とし、プロペラについても新型のVS10を装備した。キャノピーはガーラント・ハウベを標準装備。武装は機首武装を廃止し、内翼にMG151/20 20mm機関砲×2、外翼にMK108 30mm機関砲×2を装備した。これはD-9とほぼ同時期に開発が行われており、1944年8月31日に初飛行を行ったもののJumo213Fの開発の遅れなどにより原型機7機の生産にとどまった。20機程度生産されたとする文献もある。
Fw190D-12はエンジンをJumo213F（2,050馬力）とし、武装はMK108 30mmモーターカノン（弾数85発）と主翼内翼にMG151/20 20mm機関砲×2を装備したもので、言い換えればD-11の外翼の30mm機関砲を撤去し、代わりにモーターカノンを装備したもの。戦闘爆撃機型でもある。D-11型と同時に開発され原型機の完成は1944年10月ごろ。1945年4月まで少数生産されたと見られるが詳細は不明。結局は生産はされなかったとの見方もある。高度9,150mで730km/hを発揮したと言われる。なお、歴史群像編集部（2010）によれば、D-12型とD-13型はTa 152の代替機として計画され、少数が生産されたものだというが、両型ともに、実戦部隊には配備されていないという。
Fw190D-13はD-12のモーターカノンをMG151/20 20mm機関砲（弾数220発）に改めたもので、A-8型となるべく部品を共通化し量産が図られた。原型機の完成は1944年10月。1945年3月以降約30機が生産され、約20機が第26戦闘航空団（Ju26）に配備されたとする文献もあるが、少数量産はされたものの実戦部隊には配備されていないとする文献もある。エンジンはJumo 213 F-1（2,060馬力）。
Fw190D-14ではC型での採用が検討されたDB603エンジンの搭載を空軍側が指示し、1945年2月以降、試作機のみが作られた。DB603の構造上、過給器空気取り入れ口が機首左側に移設されているなど、機首周りは従来のタイプと若干異なる。最高速度は高度7,400mで710km/h。全長はさらに伸び10.422m。武装はD-12と同等のもの。D-15の方が有望と見られたため、D-14の量産化はされなかった。
Fw190D-15ではDB603Eエンジン（またはMW50出力増強装置を装備したEB。この場合出力は最大で2,260馬力）が搭載され、武装は翼内のものに限定、内翼にMG151/20 20mm機関砲×2、外翼にMK108 30mm機関砲×2を装備した。A-8型の部品をなるべく流用しつつ、機首や尾翼などをTa152Cと共通化した。この機体は1945年4月から生産がなされ、またはされるはずであったが、最早ドイツは敗戦を迎えようとしており、少数の生産にとどまった。2機のみ部隊配備されたとの説も有る。なおD-14/D-15の突然のエンジン変更はDB 603に余剰ができたためであり、フラッペ&ローラン（1999）p.414の小野義矩による訳注によれば、メッサーシュミット社で開発されていたDB 603 Aエンジンを装備予定の新型機が軒並み開発中止となってしまいメッサーシュミット社がジェット戦闘機であるMe262に専念することとなったためではないかと思われるとされ、飯山（2004）p.395によれば、メッサーシュミット社以外にも軒並み中止になったとされている。

### Ta 152

Ta152 H

以降の形式はやはりFw190の改良型ではあるが、Ta 152との呼称に改められた。これはクルト・タンクにとって本命と言える改良型であった。エンジンを液冷のものに換装し全長を10.710mと延長した上で、高々度戦闘に備え、主翼を高々度飛行に向いたアスペクト比の大きなものに再設計、全幅は10.510m（Fw190A-8）から14.440m（Ta152H-1）となった。Ta152Hは空軍の指示によりJumo213Eを搭載し、武装はMK108 30mmモーターカノン×1および主翼内翼にMG151/20 20mm機関砲×2となった。
高度9,000mで700km/hを記録するなど高性能を発揮した。試作機は1944年7月頃から製造され、1945年1月からは第301戦闘航空団（JG301）で実戦テストが開始された。また1944年12月から翌1月にかけにはDB603 LまたはLAエンジンを搭載し翼を全幅11mに切り詰めたC型も初飛行を行い、相当数が試作された。
総生産機数は終戦までにH-0型20機およびH-1型34機、1945年2月までに各型合計で67機等と記録されている。なおH型、C型と名付けられたのは、Fw190の各型との混同を避けるためだった。
Ta152Eは戦闘偵察機の予定であった。なおフラッペ&ローラン（1999）によれば初期型はFw190Aと混同せぬ様にTa152Bとされたとあるが、野原（2006）、田中ら（2006）では、A型は通常型または重武装型として存在し、田中らはB型は地上攻撃型であったとしている。

### F型・G型
1943年夏以降に制式化された戦闘爆撃機型・長距離戦闘爆撃機型である。合計6,644機または6,640機が生産された。
F型では通常、胴体下部に500kg1発または50kg4発、両翼にそれぞれ250kg、合計で最大1000kgの爆弾を懸吊できた。なお前線のパイロットの証言によれば、実戦では航続距離は600 - 680km程度であったという。爆弾搭載能力ではBf 110やMe 410と互角程度であるが、Fw190は地上攻撃後に空中戦を行える。
G型は両翼に300リットル増槽を装備可能とした長距離攻撃タイプで、おおよそF型の2倍の航続距離を得られ、航続距離は約1000km。長距離侵攻に対応し自動操縦装置も装備されたという。
ただし固定武装は内翼の20mm機関砲2門のみに減らされ、増槽は90km/h程度の速度低下をもたらしたという。増槽を装備することが多かったため、重量の制限からF型より爆弾懸吊量は少なく、典型的には胴体下に250kgまたは500kgの爆装を行なうが、後期型では合計500kg - 1000kgの爆弾が搭載でき、最大で1.8tを運用することができた。1.8tはこの時代の単発機の搭載容量としては限界とも言えるもので、離陸時には1200mもの滑走距離を要したと言う。ただしどの型から1.8t爆弾の懸吊が可能となったのかについては、文献により差違があり、必ずしも明らかではない。
1943年秋頃からは旧式化したJu87の穴を埋めるためG型が多く生産され、その分F型の生産は抑えられた。よって地上攻撃型はもともと爆撃機・地上攻撃機を操縦していたパイロットが機種転換を行ないFw190F、Gに乗り換えた例が多い。やはり複座の機体からの単座への乗り換えは苦労が伴ったようである。機種転換の際にははじめの内は後方で6-8週間の転換訓練を受けたと言うが、後期にはそんな余裕もなく、前線で離着陸訓練を受けた後に、経験のあるパイロットの列機として15-20回も実戦を経験すれば転換完了とされた。
Fw190F-1
1942年9月に就役していたA-4/U3を改称した戦闘爆撃機型。対空砲火に備え胴体下面の外板を5 - 8mm厚とするなどし、装甲を強化した。外翼の20mmMG 151/20機関砲を撤去、胴体下に爆弾架を装備。総重量は360kg増加。実用テスト機扱いで30機のみまたは30数機が生産された。

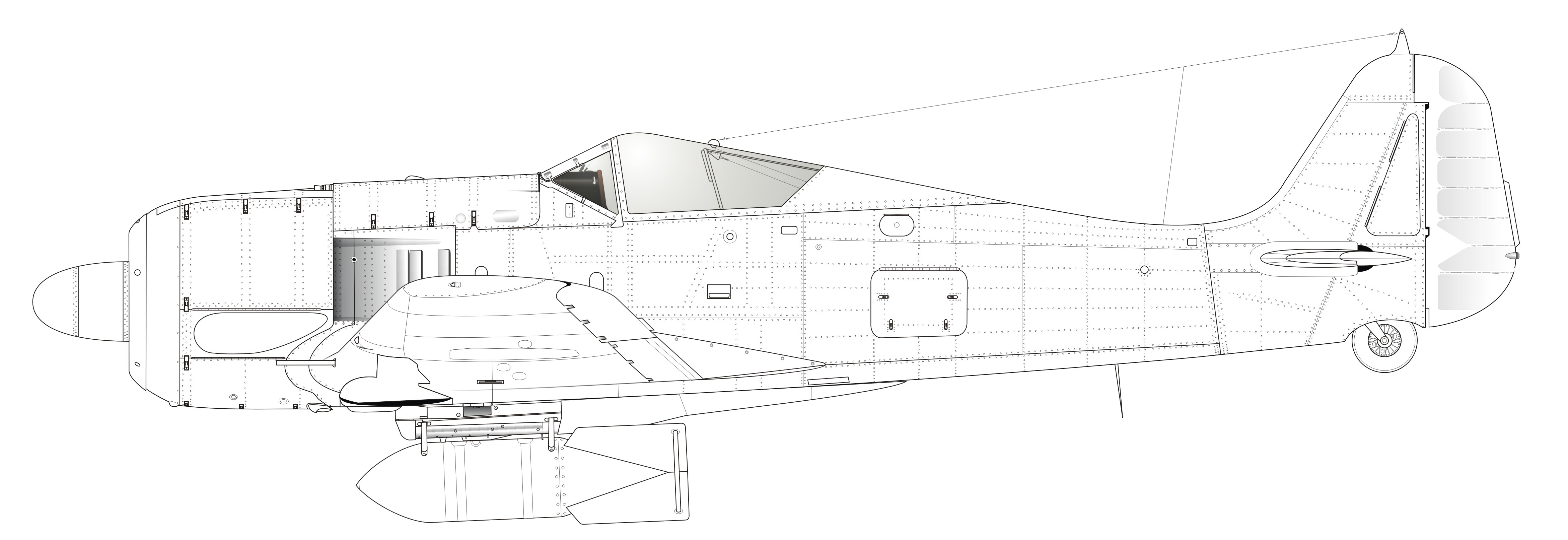
Fw190 F-2

Fw190F-2
A-5/U3を改称した戦闘爆撃機型で、改修部はF-1型とほぼ同様。ER-4ラックが追加（或いは使用可能？）されたとする文献もある。270余機が生産された。
Fw190F-3
A-5/U17を元にした本格生産型で、1,183機を生産した。旧式化したJu 87などに代わり東部戦線での地上攻撃の主力を務めた。R1仕様では両主翼下に小型爆弾架ETC50が各2個装備されるが、これは実際にはほとんどの機体に装備されている。また両翼にMK103 30mm機関砲をゴンドラとして装備したR3仕様もあった。なお以降のF-4/F-5/F-6/F-7は計画のみの機体である。約270機が生産された。

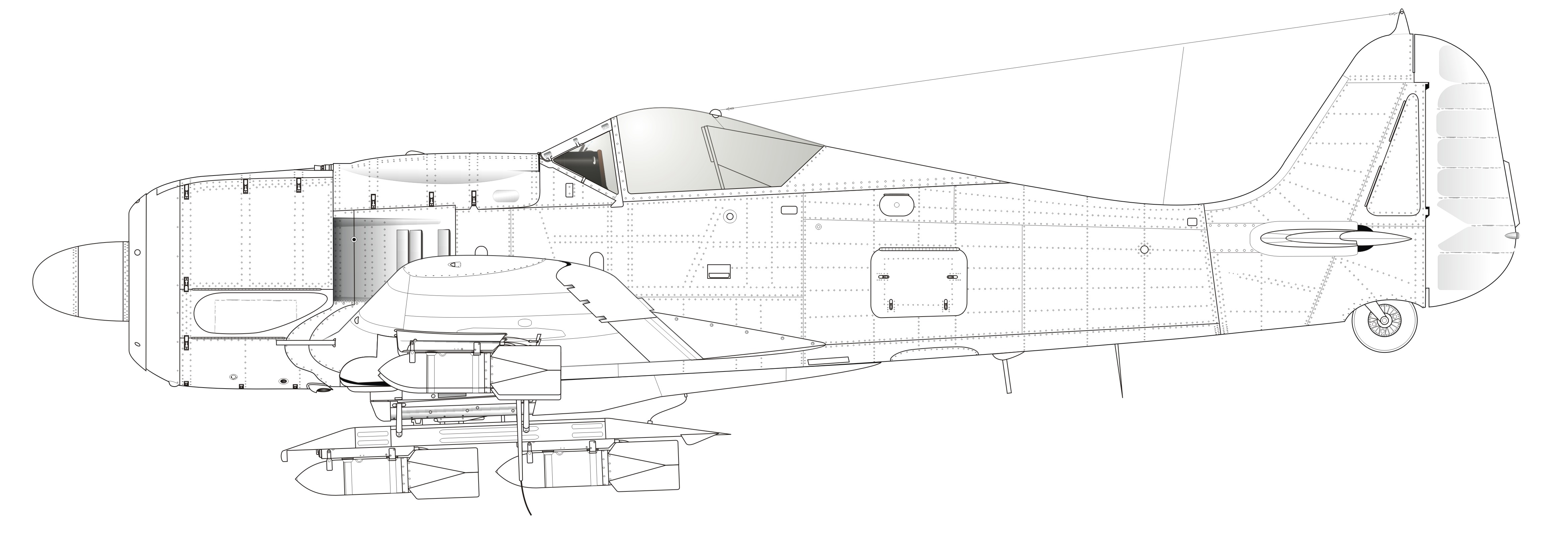
Fw190 F-8

Fw190F-8
A-8を基にした戦闘爆撃機型で、機首の機銃が13mm機関銃に変更され、両主翼下の4つの小型爆弾架も新型のETC50に変更、個別の投下が可能となった。また胴体下の爆弾ラックをETC502に変更、に1.4トン爆弾の懸吊が可能になっている。後期生産型はキャノピーを「ガーラント・ハウベ」に変更している。A-8型と同様非常に多数生産され、戦闘爆撃機型の6割はこのタイプである。この機体は各種の改修型が生産され、特に対戦車用として21cmロケット弾14発と28cmロケット弾発射装置6個、あるいは5.5cmR4Mロケット弾24発（パンツァーブリッツ2）を搭載した機体が大規模に運用されたほか、8.8cmパンツァーシュレック、様々な対地兵器が使用または実験された。385機あるいは380機余りが生産された。なお、F-4からF-7型は計画のみの機体である。
Fw190F-9
A-9を基にした戦闘爆撃機型。A-9と同様エンジンはBMW801 TS、キャノピーは「ガーラント・ハウベ」へ変更されている。生産数は不明で、少数生産にとどまると見られる。なおこの機体以降もF-10型、F-15型、F-16型が計画またはテストされたが、F-11からF-14型は欠番である。
Fw190G-1
A-4/U8を基にした長距離戦闘爆撃機型。固定武装は主翼付け根の20mmMG151/20機関砲×2のみ。胴体下に爆弾架、両主翼下に300リットル入り増槽が標準装備。『週刊エアクラフト』では、降着装置を強化し、このG-1型から既に最大1.8tの爆装を可能となっているとしている。爆弾架はユンカース製。50機生産。
Fw190G-2
A-5/U8を基にした長距離戦闘爆撃機型。Aシリーズの生産ラインがA-5に変わったため。601機生産。爆弾架はメッサーシュミット製。470機生産。
Fw190G-3
A-6・A-7を基にした長距離戦闘爆撃機型。PKS11自動操縦装置を装備。歴史群像編集部（2010）によれば、主翼の強度を増し、1t爆弾および1.8t爆弾の懸吊が可能となった。爆弾架はフォッケ・ウルフ製。144機生産。なお以降のG-4/G-5/G-6/G-7は欠番であるが、飯山（2005）では、G-4以降は主翼前面に阻塞気球のケーブルを切断するカッターが装備されたとされている。
Fw190G-8
A-8を基にした長距離戦闘爆撃機型。Aシリーズの生産ラインがA-8に変わったため。両主翼下の増槽架は爆弾装備も可能なETC503に変更。G-8全体の生産数についてはまだ文献が見付かっていないが、G-8/R5が148機とのデータがある。

### 練習機型・その他
練習機型は合計で90機が生産された。

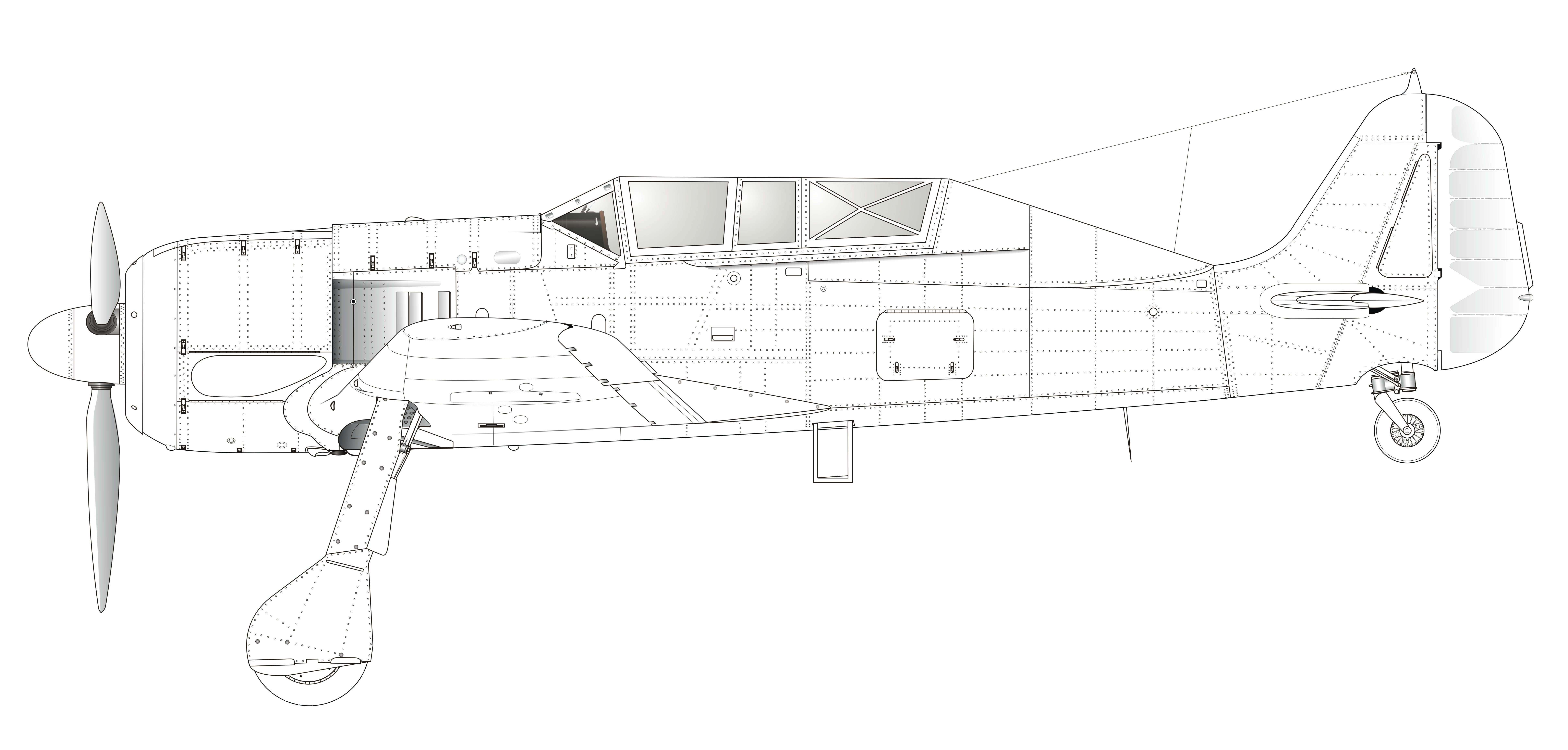
Fw190 S-5

Fw190S-5
A-5を基にした複座の練習機型。後席は教官席で簡単な操縦装置が追加されている。武装は全廃され、キャノピーは前・後席とも右上方へ開く。
Fw190S-8
A-8を基にした複座の練習機型。教官席のキャノピー側面が改修され視界が向上している。
その他、DB603Gを搭載した高々度戦闘機型、Fw190H型も検討されたとする文献もある
Fw190TL
　フォッケウルフFw190A-3が元のジェット推進型の実験機。TLはドイツ語でTurbolader Strahltriebwerk(訳:ターボジェットエンジン)の略称。1942年後半、フォッケウルフ社は傑作レシプロ戦闘機であるFw190をジェット推進機に改造する可能性を探っていた。エンジンはT1ターボジェットエンジン（推力:6kn/600㎏）で二段式遠心圧縮機、アニュラー型燃焼室、単段式タービンのターボジェットを搭載予定だった。燃料は噴射方向に噴射し、ジェット噴射口も環状で、排気は胴体表面上に排出する計画であった。（計画値:高度8000ｍにて830km/h）しかし、プロジェクトは1943年にキャンセルされた。（Aircraft of the Luftwaffe, 1935-1945）　（文献:ドイツ空軍のジェット計画機｜大日本絵画）

## スペック
| 機体記号          | Fw190A-5                                                              | Fw190A-8                                       | Fw190D-9                                            |
| ----------------- | --------------------------------------------------------------------- | ---------------------------------------------- | --------------------------------------------------- |
| 全長              | 8.95 m                                                                | 8.95 m                                         | 10.192 m                                            |
| 全幅              | 10.510 m                                                              | 10.510 m                                       | 10.506m                                             |
| 全高              | 3.95 m                                                                | 3.95 m                                         | 3.36m                                               |
| 翼面積            | 18.30m2                                                               | 18.30m2                                        | 18.30m2                                             |
| 全備重量          | 4,063 kg                                                              | 4,750 kg                                       | 4,840 kg                                            |
| 速度              | 670 km/h (6,250m)                                                     | 640 km/h (6,400m)                              | 698 km/h (6,400m) / 732 km/h (6,400m、MW50使用)     |
| 航続距離          | 850 km                                                                | 1,035 km 1,450 km (300リットル増槽装備時)      | 810 km                                              |
| 主武装            | 7.92mm MG17 機関銃 2挺 20mm MG151/20 機関砲 2門 20mm MG FF 機関砲 2門 | 13mm MG131 機関銃 2挺 20mm MG151/20 機関砲 4門 | 13mm MG131 機関銃2挺 20mm MG151/20 機関砲 2門       |
| 発動機 出力(馬力) | BMW801D-2 1,700馬力(離昇)                                             | BMW801D-2 1,700馬力(離昇)                      | Jumo213A 1,776馬力 (離昇。MW50使用時には2,240馬力） |

※ 数値は文献によって多少の差違がみられる。注記のない部分は、ジャン＝ベルナール・フラッペ & ジャン＝イヴ・ローラン（1999）『フォッケウルフFw190 その開発と戦歴』p. 162, p. 190, p. 415 に準拠する。ただしA-5型の全幅は誤りと見られるので、10.510mとした。

## 運用国
- ドイツ
- ハンガリー: 戦闘爆撃機型を70機[308] F型か。
- トルコ: A-3の軽武装型を70機[309]。
- チェコスロバキア: A型（戦後運用）

本機は連合・枢軸の両陣営において非常に注目を集めた機体である。以下の国でFw190を購入し、あるいは、鹵獲機を試験・分析した。また、一部は限定的に運用された。
- 輸入国
  -  ルーマニア: A/F型（実戦部隊配備なし・限定的運用）
  -  日本: A-5型（試験目的）。1943年1月に日本陸軍が1機を輸入。生産性についての配慮の参考が目的であったが[310]、三式戦闘機の液冷エンジンを空冷エンジンに換装する際の参考ともされた[311]。なお、連合軍は日本陸軍が運用するFw190に対して「Fred」というコードネームを与えていた[312]。
- 鹵獲テスト国
  -  イギリス: A-3型等。一部は#エピソードに既述。
  -  ソビエト連邦: D型等。戦後にバルチック艦隊飛行連隊に配備されていたとの説もある[309]。
  -  アメリカ合衆国: A/F型等
  -  フランス: A型等。1944年のフランス解放時、修理工場であったSNCASO[313]が接収され、鹵獲した機材を修理・組み立てしSNCAC NC900と名付け運用。64機が空軍に納入され、1947年夏ごろまで配備されていた[314]。

## 現存する機体
| 型名          | 番号         | 機体写真 | 国名                            | 所有者                                                             | 公開状況 | 状態     | 備考 |
| ------------- | ------------ | -------- | ------------------------------- | ------------------------------------------------------------------ | -------- | -------- | --- |
| Fw190A-2      | WkNr.5425    | 写真     | ノルウェー ヴェストラン県       | ヘルドラ博物館 (Herdla Museum)                                     | 公開     | 静態展示 | 引上げ時 |
| Fw190A-2      | WkNr.5476    |          | アメリカ テキサス州             | ウェイド・S・ヘインズ氏 (Wade S. Haynes)                           | 非公開   | 修復中   | |
| Fw190A-3/U3   | WkNr.132219  |          | ノルウェー ヌールラン県         | ノルウェー航空博物館                                               | 公開     | 静態展示 | |
| Fw190A-5/U3   | WkNr.151227  |          | アメリカ ワシントン州           | 飛行遺産・空中戦・兵器博物館                                       | 公開     | 飛行可能 | オリジナルのBMW801エンジンを搭載して飛行可能な世界で唯一のFw190A。                                                                                               |
| Fw190A-8      | WkNr.173889  |          | アメリカ マサチューセッツ州     | マーク・ティムケン氏(Mark Timken)                                  | 非公開   | 修復中   | |
| Fw190A-8      | WkNr.350177  | 写真     | アメリカ テキサス州             | テキサス航空博物館 (スティンソン市営空港隣接)                      | 公開     | 静態展示 | |
| Fw190A-6/R6   | WkNr.550214  |          | 南アフリカ共和国 ヨハネスバーグ | 南アフリカ国立軍事史博物館                                         | 公開     | 静態展示 | |
| Fw190A-6      | WkNr.550470  |          | アメリカ フロリダ州             | ブライアン・オ＝ファレル氏 (Brian O'Farrell)                       | 非公開   | 修復中   | |
| Fw190A-8      | WkNr.732183  |          | アメリカ ヴァージニア州         | 軍事航空博物館                                                     | 公開     | 静態展示 | |
| Fw190A-8/R6   | WkNr.733682  |          | イギリス サマセット州           | イギリス空軍博物館 コスフォード館                                  | 公開     | 静態展示 | ミステルS3BシステムでJu88Hに搭載されるために製造された機体。2013年まではロンドン帝国戦争博物館で空中に吊り下げて展示されていた。                                 |
| Fw190D-9      | WkNr.210096  |          | アメリカ マサチューセッツ州     | ロバート・コリングス氏 (Robert Collings)                           | 非公開   | 静態展示 | |
| Fw190A-8/R2   | WNr. 682 060 |          | ドイツ ベルリン                 | ベルリン・ガトウ飛行場軍事史博物館                                 | 公開     | 修復中   | |
| Fw190D-9      | WkNr.601088  |          | アメリカ オハイオ州             | 国立アメリカ空軍博物館                                             | 公開     | 静態展示 | スミソニアン博物館からの貸与品。 |
| Fw190D-9      | WkNr.400616  | 写真     | 不詳                            | 不詳                                                               | 不詳     | 保管中？ | かつてドイツのハンガー10博物館が所有しており、プラチナ社へ売られた後に同社によって65万米ドルで売りに出されたことが判明しているが、その後の消息はわかっていない。 |
| Fw190D-13/R11 | WkNr.836017  |          | アメリカ ワシントン州           | フライング・ヘリテージ・コレクション                               | 公開     | 動態展示 | オリジナルのJUMO213エンジンは稼働するが交換部品がないため稼働させずに展示している                                                                                |
| Fw190F-3      | WkNr.670071  | 写真     | ドイツ ブランデンブルク州       | コトブス飛行場博物館                                               | 公開     | 静態展示 | |
| Fw190F-8/U1   | WkNr.584219  |          | イギリス ロンドン               | イギリス空軍博物館ロンドン館                                       | 公開     | 静態展示 | |
| Fw190F-8      | WkNr.930838  | 写真     | セルビア ベオグラード           | 航空博物館                                                         | 非公開   | 修復中   | |
| Fw190F-8      | WkNr.931862  |          | アメリカ マサチューセッツ州     | コリングス財団                                                     | 公開     | 修復中   | |
| Fw190F-8/R1   | WkNr.931884  |          | アメリカ ヴァージニア州         | 国立航空宇宙博物館別館 スティーヴン・F・ウドヴァーヘイジーセンター | 公開     | 静態展示 | |
| NC.900        | 62           |          | フランス セーヌ＝サン＝ドニ県   | ル・ブルジェ航空宇宙博物館                                         | 公開     | 静態展示 | Fw 190A-8のフランスにおける生産型で、現存する唯一の機体。WkNr.730923の塗装がされている。                                                                         |

### 再生産機

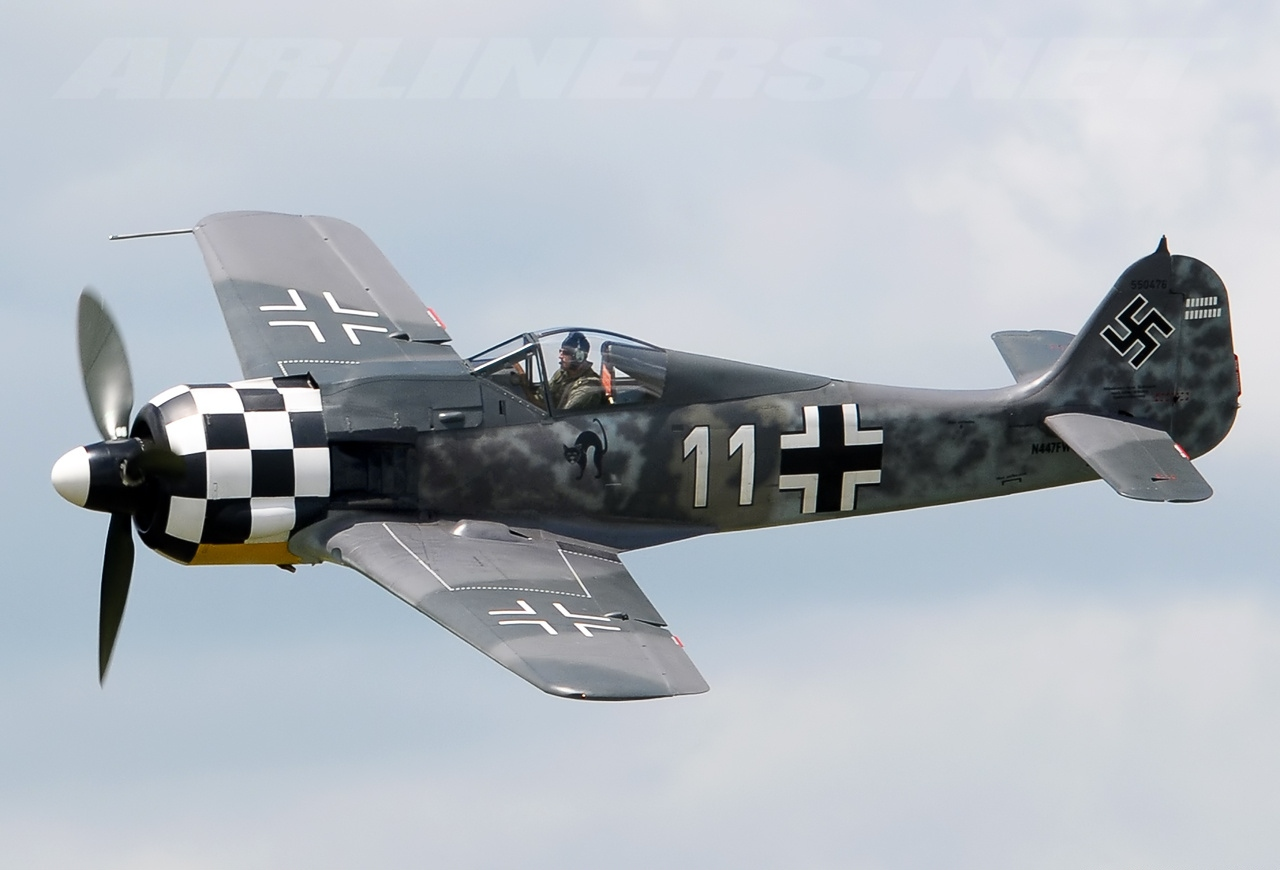
A-8/N型（フルーク・ヴェアーク社が再生産したA-8型）

ドイツのフルーク・ヴェアーク社（Flug Werk）が、現存する設計図や金型などを用いた再生産機の製造を1997年から手掛けており、20機を製造した。13機のA-8型と2機のD-9型が現在完成している。再生産機の機体の大部分は新規製造部品から成るが、機体の一部には第二次大戦当時に製造されたオリジナルの未使用部品も用いられている。オリジナル機で用いられていたエンジン（A-8型のBMW801、D-9型のJumo213A）は現在では入手困難となっているため、再生産機のエンジンとしてA-8型にはASh-82エンジンやR-2800エンジンが、D-9型にはV-1710エンジンが、それぞれ使用されている。
| 型名       | 番号               | 機体写真 | 国名                            | 所有者                                                        | 公開状況 | 状態     | 備考                                                                               |
| ---------- | ------------------ | -------- | ------------------------------- | ------------------------------------------------------------- | -------- | -------- | ---------------------------------------------------------------------------------- |
| Fw190A-8/N | 990000 WkNr.170393 |          | ドイツ ニーダーザクセン州       | ハノーファー・ラアツェン航空博物館                            | 公開     | 静態展示 |                                                                                    |
| Fw190A-8/N | 990001             |          | ニュージーランド マールボロ地方 | 消防士・戦車コレクション(Chariots of Fire Fighter Collection) | 公開     | 飛行可能 | ASh-82を搭載している。2015年に不時着したが、修復された。                           |
| Fw190A-8/N | 990002             |          | アメリカ オレゴン州             | エリクソン航空機コレクション                                  | 公開     | 飛行可能 |                                                                                    |
| Fw190D-9/N | 990003 WkNr.210079 |          | アメリカ ヴァージニア州         | 軍事航空博物館                                                | 公開     | 静態展示 |                                                                                    |
| Fw190A-8/N | 990005             |          | アメリカ ヴァージニア州         | 軍事航空博物館                                                | 公開     | 飛行可能 | ASh-82を搭載している。                                                             |
| Fw190A-8/N | 990010 WkNr.980574 |          | アメリカ カリフォルニア州       | プレインズ・オヴ・フェイム航空博物館                          | 公開     | 飛行可能 | R-2800-54を搭載している。オスカー・ボッシュ(Oskar Bosch)の乗機の塗装がされている。 |

### レプリカ機

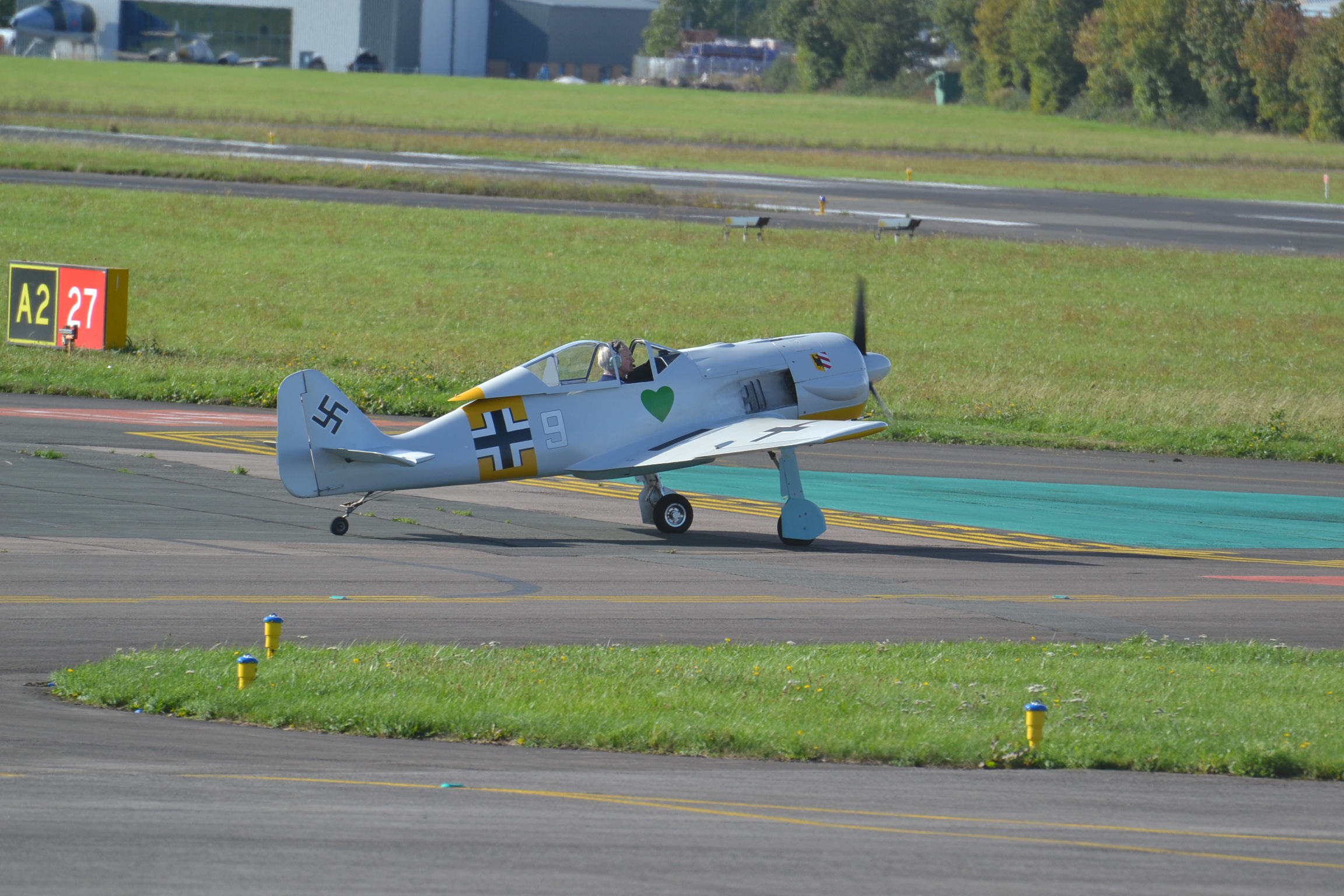
W.A.R. Focke-Wulf 190

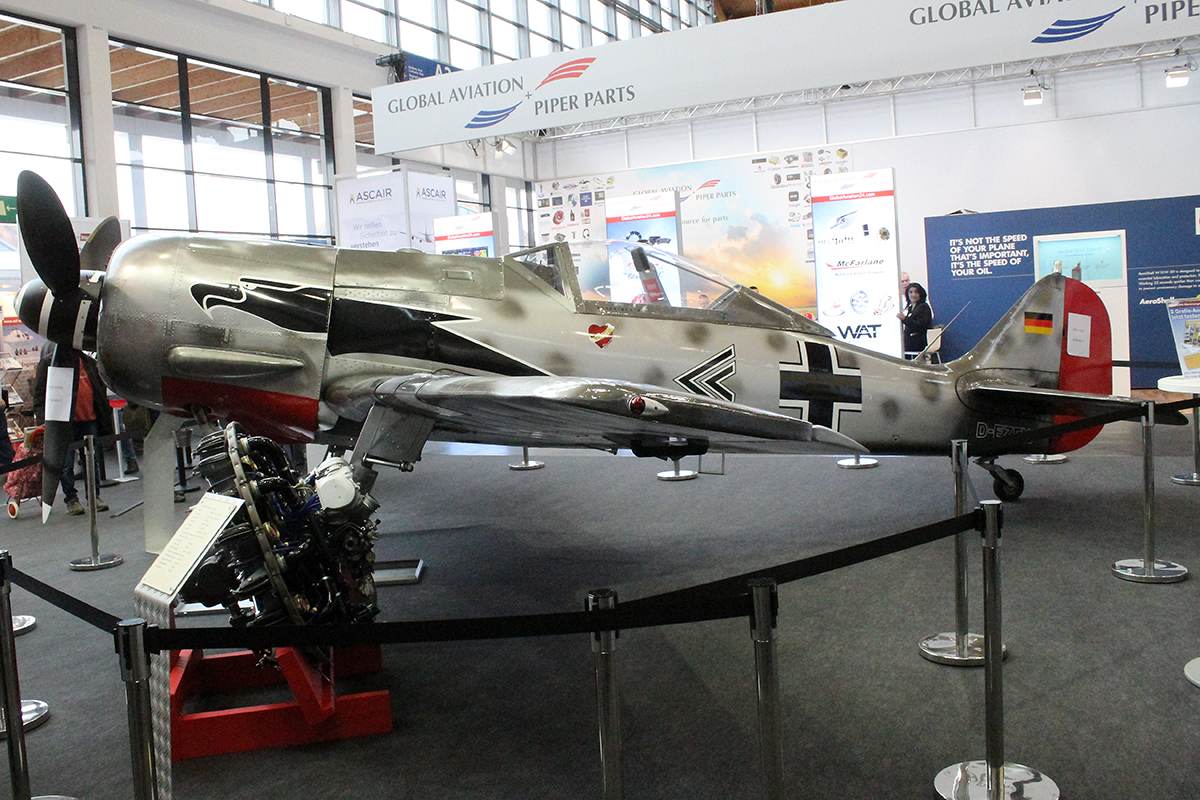
Jurca MJ-8

ウォー・エアクラフト・レプリカズ・インターナショナルではホームビルト機として、Fw190の飛行可能な1/2スケールのレプリカ「W.A.R. Focke-Wulf 190」をキット販売している。コンチネンタル・モータースの軽飛行機向け水冷エンジンを搭載している。
ホームビルト機の設計者として知られるMarcel Jurcaは、飛行可能なFw190の木製レプリカとしてフルスケール（実寸大）の"Jurca MJ-80"と3/4スケールの"MJ-8"を開発し、その設計図を販売している（キット販売ではない）。フルスケールのレプリカ"MJ-80"には1機の完成機が知られており、R-1830エンジンを搭載している。

## 登場作品
『艦隊これくしょん -艦これ-』
D-9型と架空の艦上戦闘機型「Fw190T改」「Fw190 A-5改（熟練）」が登場。